# Pickup cupé

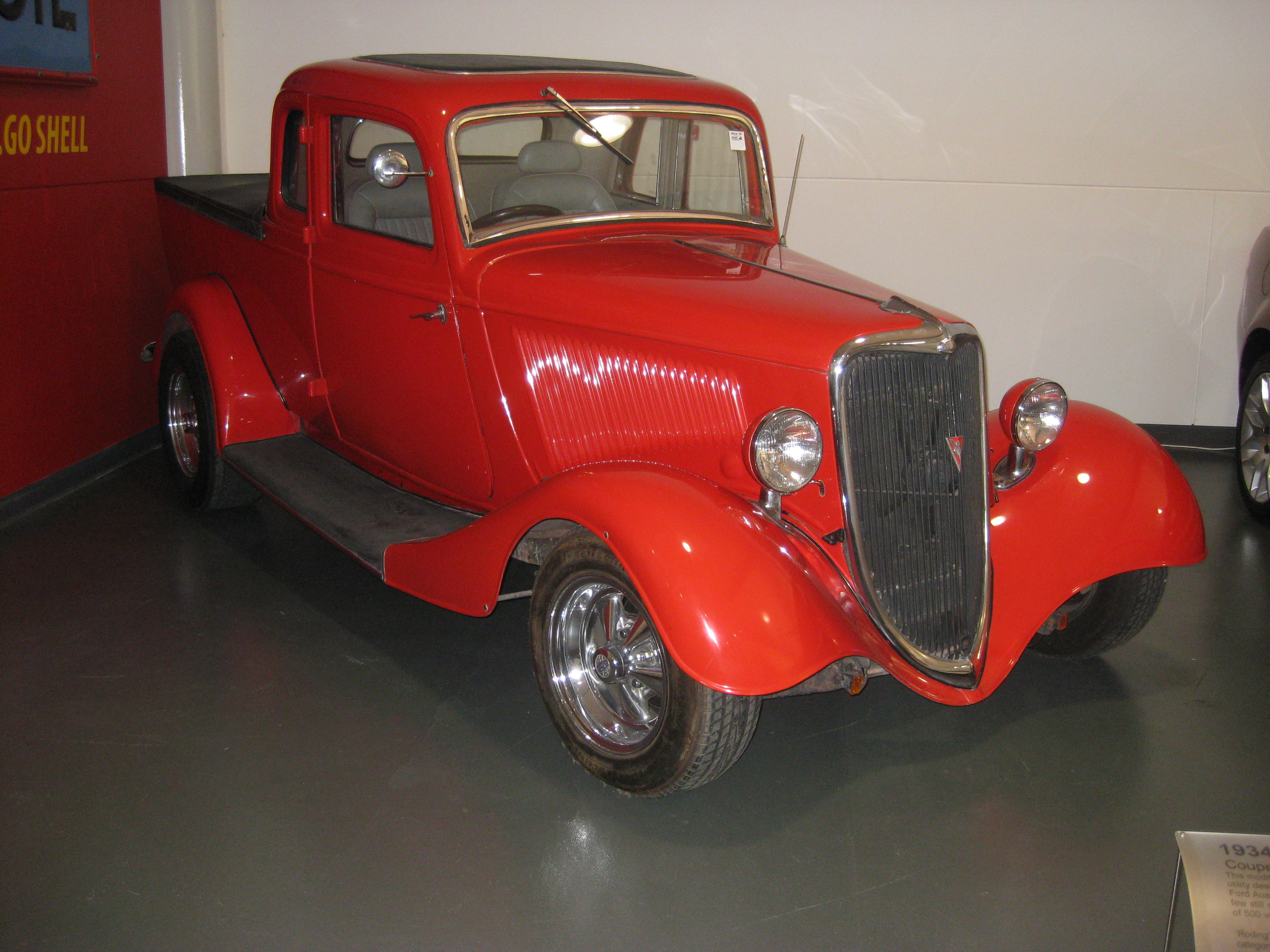
Ford de 1934, el primer modelo pickup cupé (National Motor Museum, Birdwood, Australia del Sur)

Un pickup cupé es un automóvil con una plataforma en la parte trasera, generalmente de dos plazas, derivado de un modelo convencional de cuatro puertas.
El término se originó en la década de 1930, donde se usó para distinguir los vehículos de dos puertas basados en automóviles de pasajeros con una plataforma de carga integrada, de los pickups tradicionales propiamente dichos. Desde la década de 2000, estos vehículos también se han denominado indistintamente "pick-ups", "pick-up basado en un automóvil" y "camión basado en un automóvil".
En Australia, donde el estilo tradicional del pickup cupé siguió siendo popular hasta que cesó su producción en 2017, comúnmente se les llama "ute".

## Historia

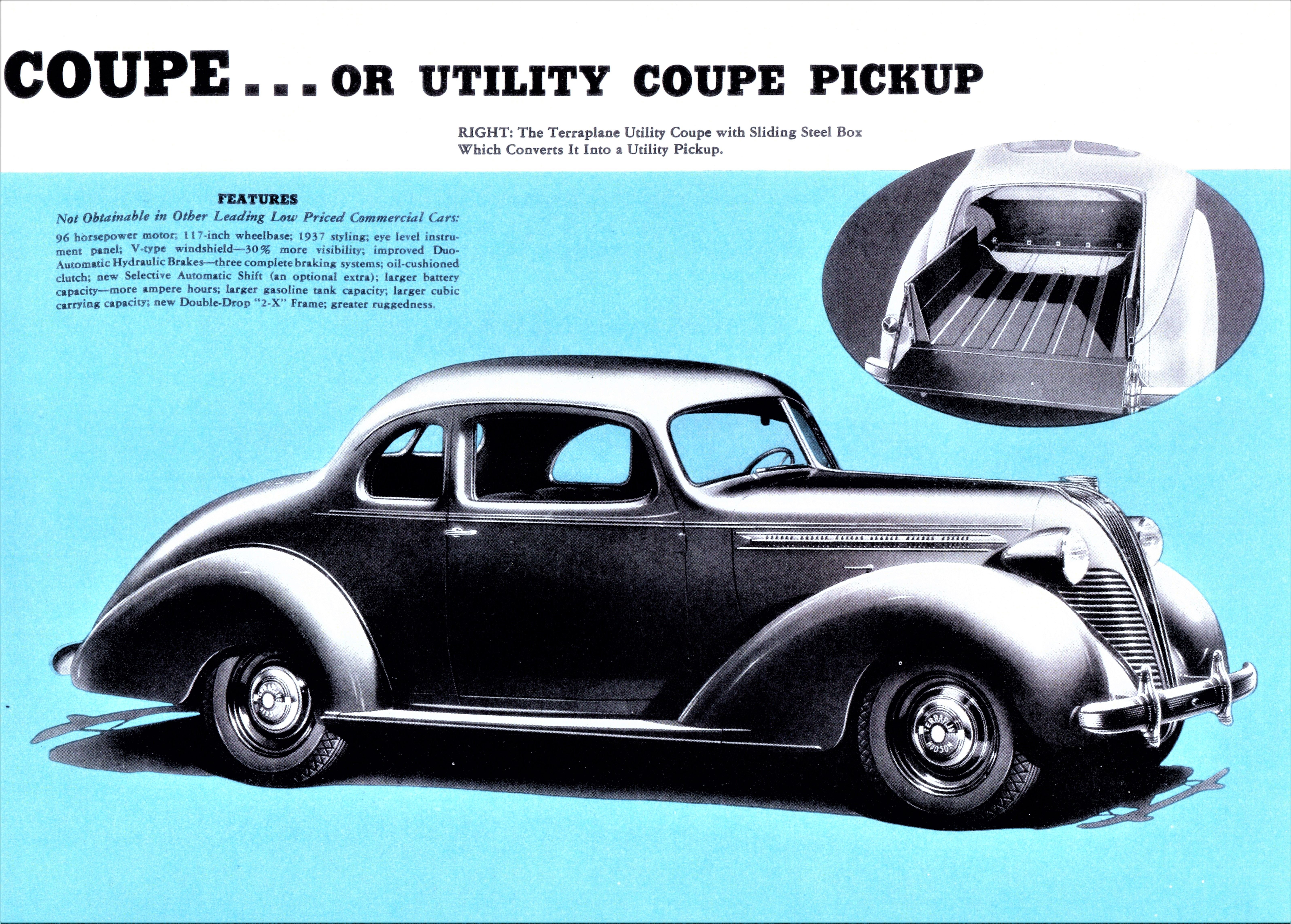
Terraplane Utility Coupe de 1937, convertible en Pickup

En la década de 1930, el término cupé utilitario se usó para distinguir los vehículos de dos puertas basados en automóviles de pasajeros con una plataforma de carga integrada copiada de los pickup tradicionales.
El estilo del cuerpo se originó en Australia. Fue el resultado de una carta de 1932 de la esposa de un granjero en Victoria, Australia, a Ford Australia solicitando "un vehículo para ir a la iglesia un domingo y que puede llevar a nuestros cerdos al mercado" los lunes". En respuesta, el diseñador de Ford Lew Bandt desarrolló un vehículo basado en la solicitud del cliente y el modelo fue lanzado en 1934. Una versión convertible, conocida como pickup convertible, fue producida en números limitados por Ford en la década de 1930.
En 1951, Holden lanzó un modelo basado en su 48-215 sedan, lo que reforzaba la tradición australiana de vehículos "utilitarios" basados en el chasis de vehículos de pasajeros y sedanes de autos domésticos con una bandeja en la parte posterior, conocida coloquialmente como ute. En los últimos años, sin embargo, ute en Australia ha llegado a significar casi cualquier cosa, desde un cupé utilitario como un Holden Ute basado en el Commodore, hasta una camioneta tradicional como la Ford F-Series, por lo que a los efectos de este artículo, se utilizará el término completo "cupé utilitario" (o "pickup cupé").
América siguió su ejemplo con el lanzamiento del Ranchero de Ford en 1957 y del El Camino de Chevrolet en 1959.

## Modelos norteamericanos
Chevrolet El Camino

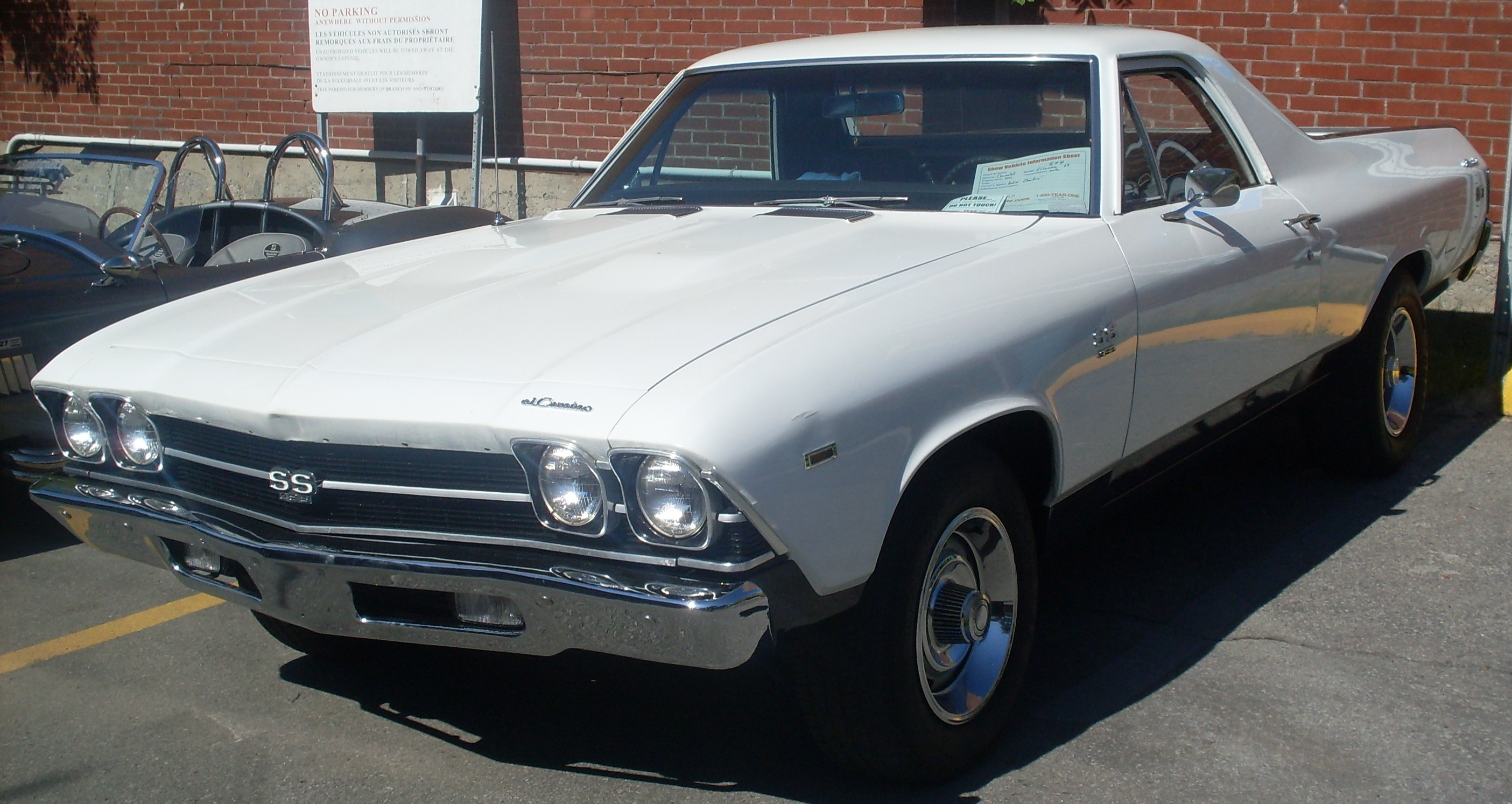
Chevrolet El Camino (1969)

El Chevrolet El Camino es un vehículo utilitario/pickup cupé que fue producido por Chevrolet desde 1959 hasta 1960 y desde 1964 hasta 1987.
Presentado en 1958 (para el año 1959) en respuesta al éxito de la camioneta Ford Ranchero, su primera andadura comercial duró solo dos años. La producción se reanudó en 1963 (para el modelo del año 1964) basada en la plataforma del Chevelle. En 1977 (para el modelo del año 1978) se cambió a la plataforma GM G-body. La producción terminó definitivamente en 1987.
Aunque se basa en las correspondientes líneas de automóviles Chevrolet, el vehículo está clasificado y titulado en Norteamérica como un camión. La variante de El Camino diseñada por la insignia de GMC, la Sprint, se introdujo en 1970 (para el modelo del año 1971). Renombrado como Caballero en 1977 (para el modelo del año 1978), también se produjo hasta 1987.
El nombre utilizaba un vocablo en español.
Otras utilidades cupé norteamericanas

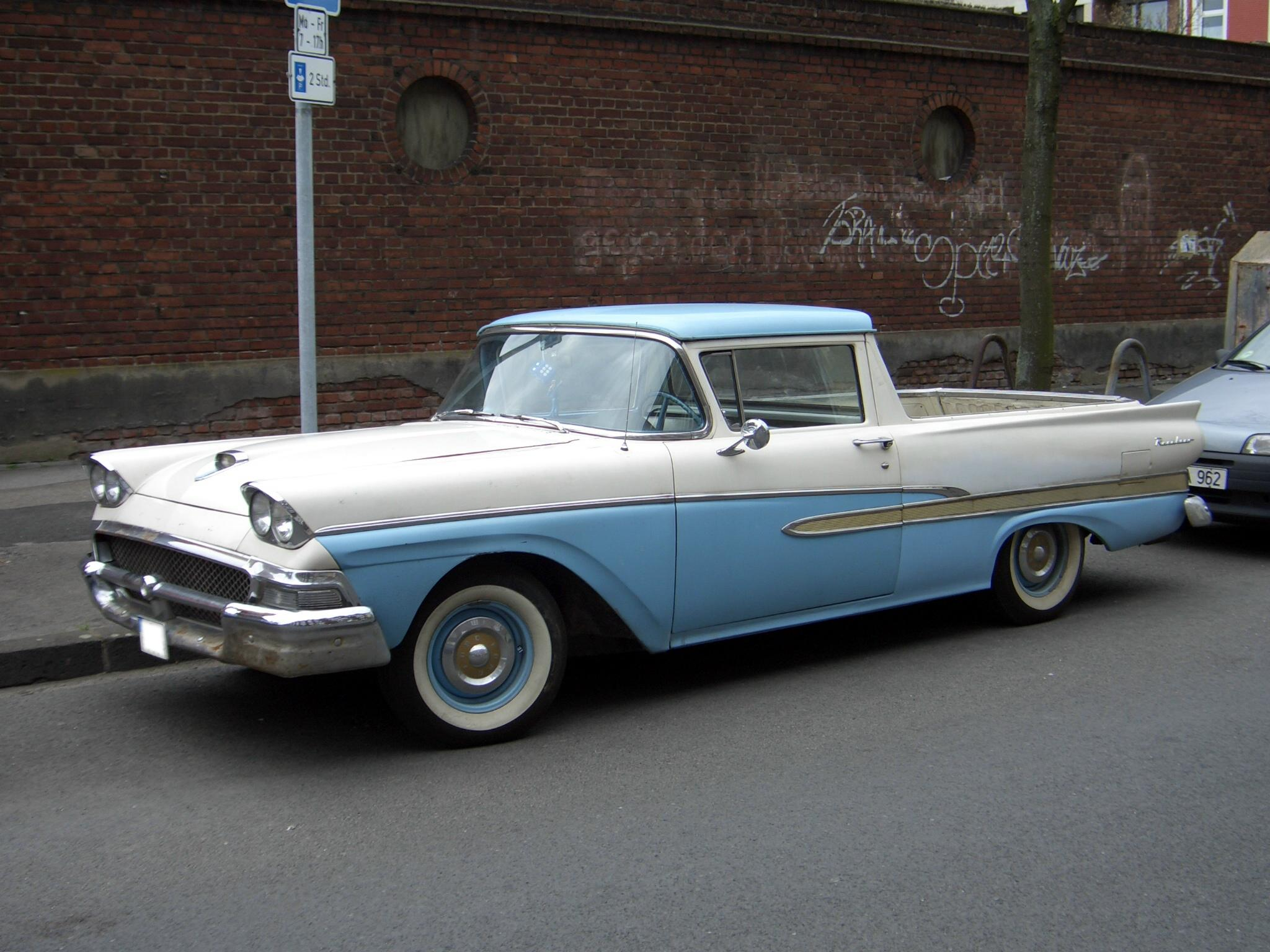
Ford Ranchero (1958)

- 1937–1939 Studebaker Coupe Express
- 1957–1959 Ford Ranchero (tamaño completo)
- 1960–1965 Ford Falcon Ranchero (Falcon compacto)
- 1966–1979 Ford Ranchero (tamaño mediano)
- 1971–1987 GMC Sprint / Caballero (versión GMC de El Camino)
- 1981–1982 Ford Durango
- 1982–1984 Dodge Rampage
- 1983 Plymouth Scamp

## Modelos sudamericanos

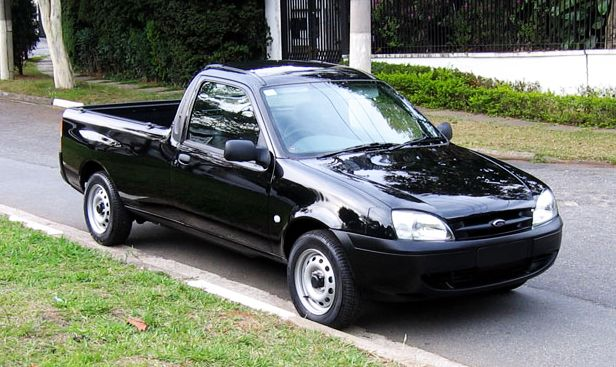
Ford Courier 2000–2010

Desde la década de 1970, los pickup cupé se han construido en Brasil con insignias de fabricantes de automóviles europeos, generalmente basadas en compactos, como el Ford Courier, basado en el Ford Fiesta MkIV. Los ejemplos actuales incluyen el Chevrolet Montana (basado en el Opel Corsa y posteriormente en el Chevrolet Agile), el Peugeot Hoggar (basado en el Peugeot 207 sudamericano), el Volkswagen Saveiro (basado en el Volkswagen Gol) y el Fiat Strada (basado en el Fiat Palio).
Otros modelos de cupé utilitario sudamericanos:

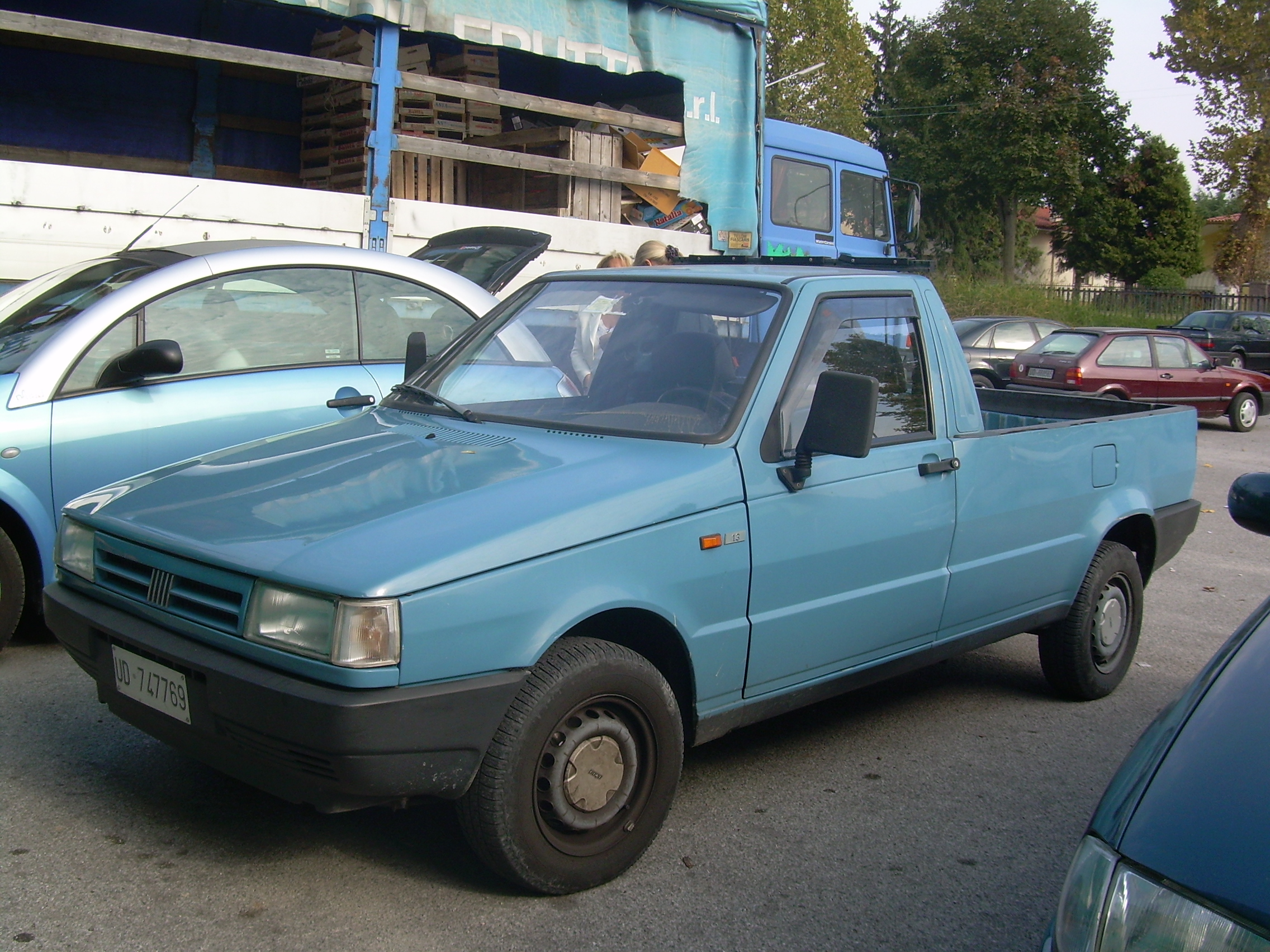
Fiat Fiorino pick-up

- 1953-1979 Citroën 2CV "Citroneta" (solo en Sudamérica)
- 1971-1990 Dodge 1500 (Uruguay)[10]
- 1973–1991 Ford Falcon Ranchero (Argentina)
- 1980 – presente Volkswagen Saveiro/Pointer cupé utilitario
- 1982–1997 Ford Pampa (Brasil)
- 1983–1994 Chevrolet Chevy 500 (Brasil)
- 1988-1994 Fiat Fiarino
- 1996 – presente Fiat Strada
- 1998–2013 Ford Courier (Brasil)
- Peugeot Hoggar 2010-2014
- 2015 – presente Ram 700 (versión exclusiva de México del Fiat Strada)

## Modelos asiáticos
- 1960–1969 Toyota Corona cupé utilitario
- 1962–1971 Toyopet/Toyota Crown Masterline cupé utilitario
- 1963–1972 Isuzu Wasp
- 1963–1977 Mazda Familia cupé utilitario
- 1964-1988 Toyota Publica coupé utility/Toyota coupé utility[11]
- 1965–1971 Mitsubishi Colt 800
- 1968-1974 Toyota Mark II coupé utility
- 1971–2008 Nissan Sunny Truck/"Bakkie"
- 1973–1981 Kia Brisa coupé utility (cupé utilitario del Mazda Familiar modificado)
- 1975–1990 Hyundai Pony
- 1978–1993 Subaru BRAT / Brumby / Shifter / MV / Targa
- 1983–1988 Suzuki Mighty Boy
- 1988-2003 FSO Truck
- 1990-1998 Nissan NV (modelos domésticos de Tailandia construidos bajo licencia)
- 1991–1995 Daihatsu Mira P1/Miracab
- 1997-2003 Daewoo Truck Plus (versión del camión FSO)
- 2000–2001 Toyota bB Open Deck
- 2002–2010 Proton Arena/Jumbuck
- 2002–2006 Subaru Baja (vendido en los Estados Unidos, Canadá y Chile)
- 2004–2007 Geely Rural Nanny

## Modelos sudafricanos

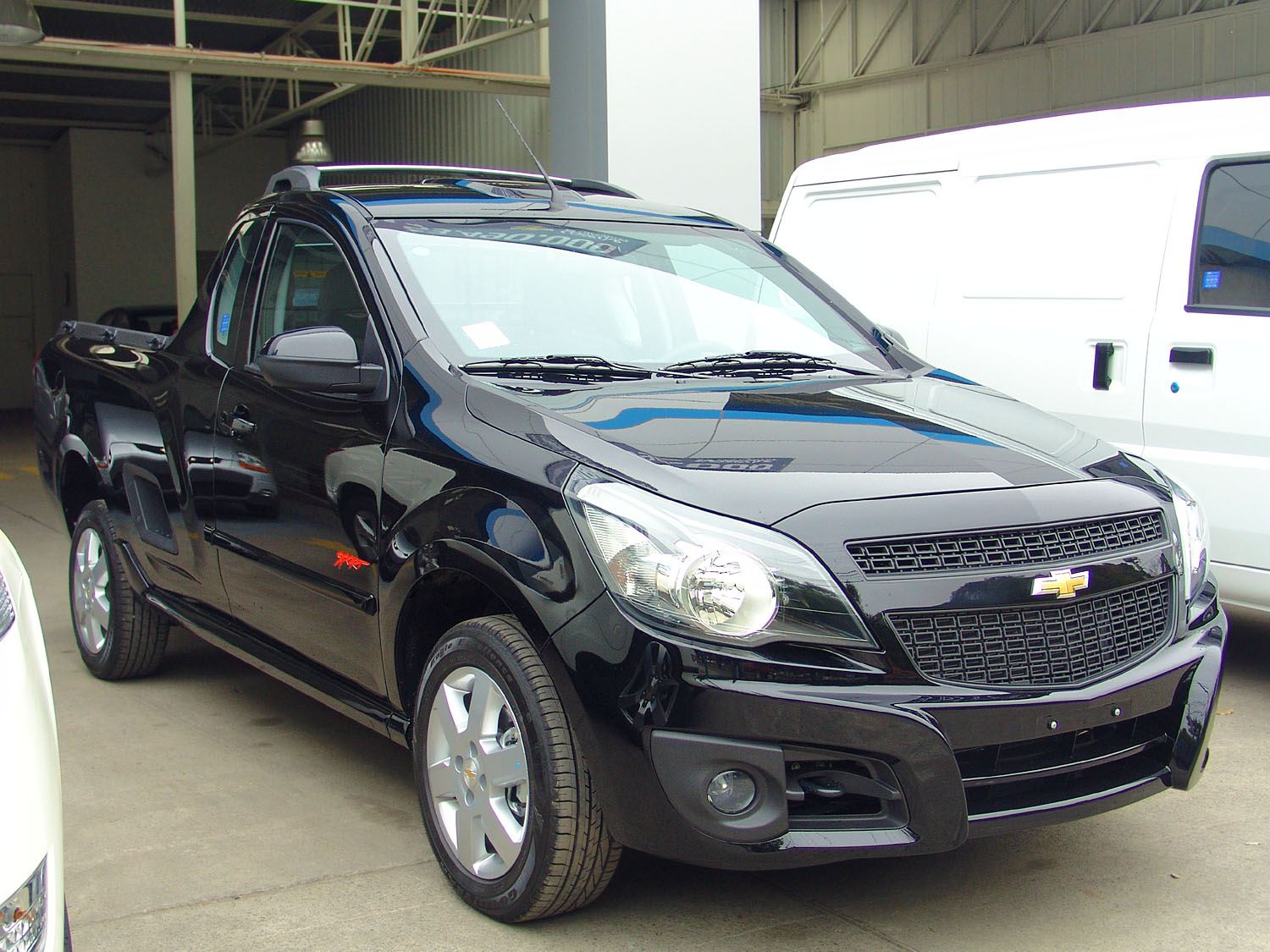
2011–2017 Chevrolet Montana

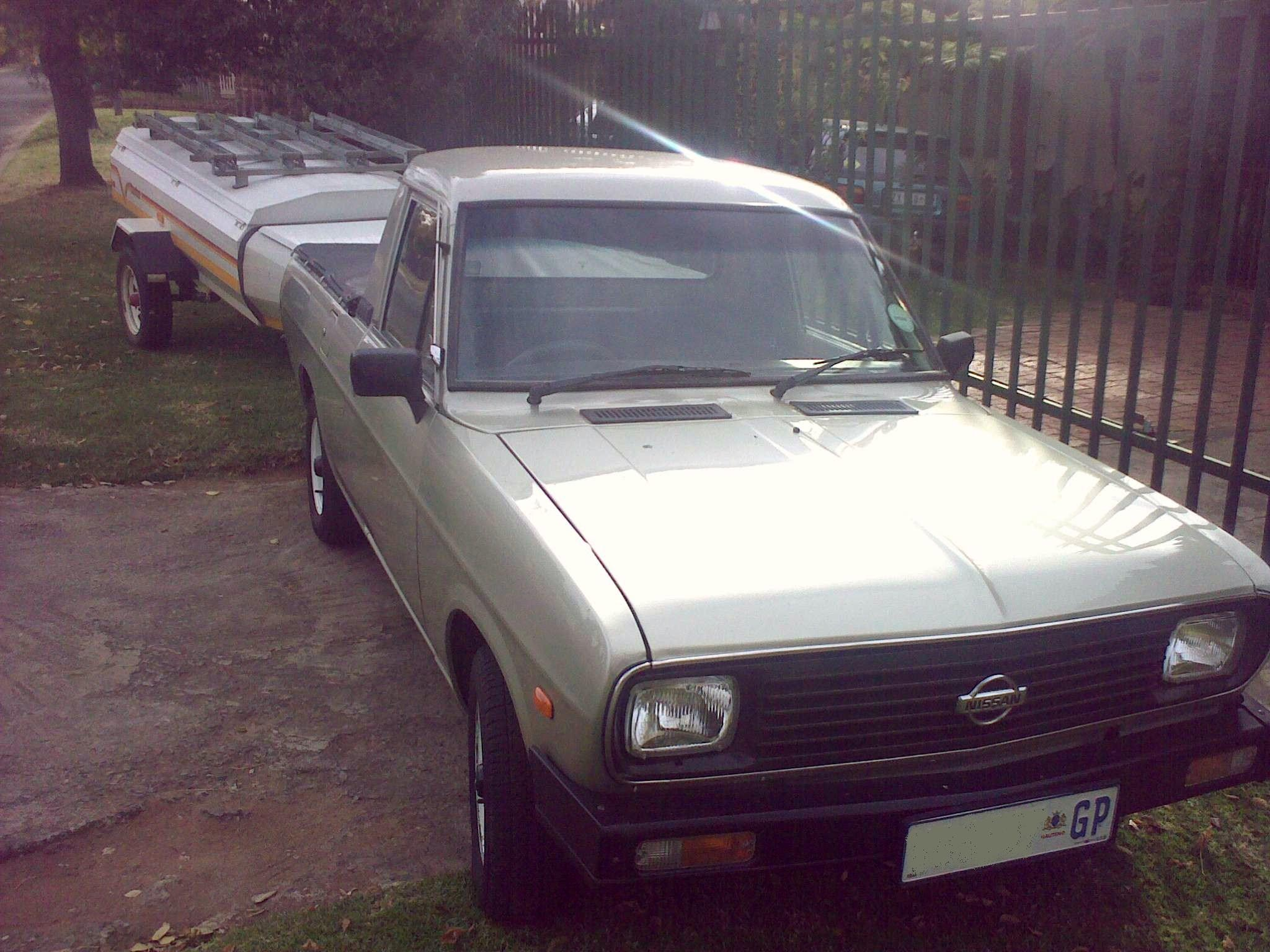
Nissan 1400 B140 Bakkie, Sudáfrica

Algunas versiones renovadas de cupé utilitario sudamericanas se venden en Sudáfrica (donde el término bakk en lugar de "ute" es popular) con diferentes nombres, como Chevrolet Montana y Ford Courier, que se venden allí como Chevrolet Utility y Ford Bantam respectivamente.
 'Otros modelos de utilidad coupé sudamericanos:' 
- 1971–1993 Ford P100
- 1975–1979 Dodge Husky (Sudáfrica)
- 1989–2002 Mazda Rustler (segunda generación de Ford Bantam)
- 2008-presente Nissan NP200 (Dacia Logan Pick-Up rebautizado, construido y vendido en Sudáfrica)

## Modelos europeos
Austin Marina

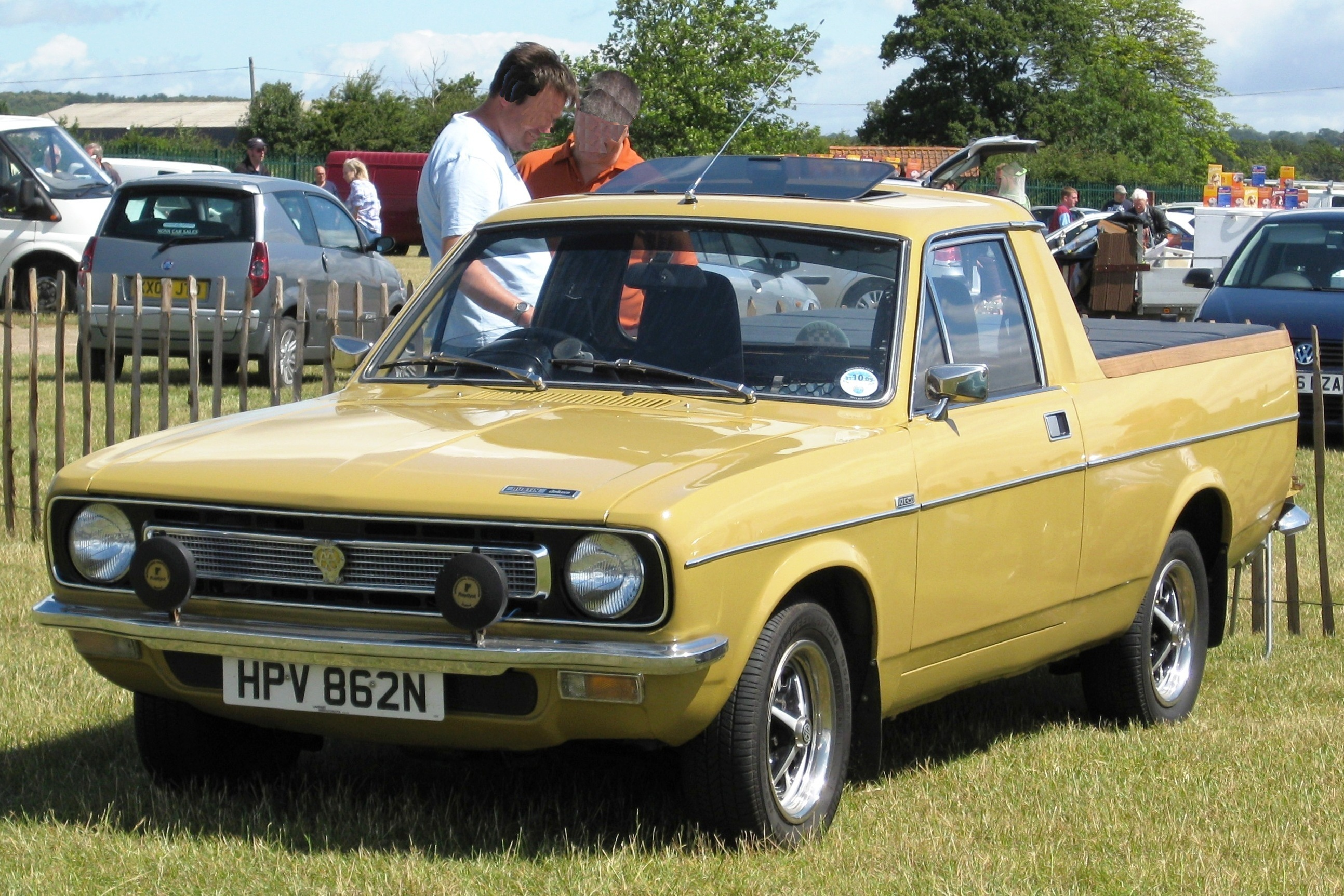
1975 Morris Marina truck

1972 Mini pick-up

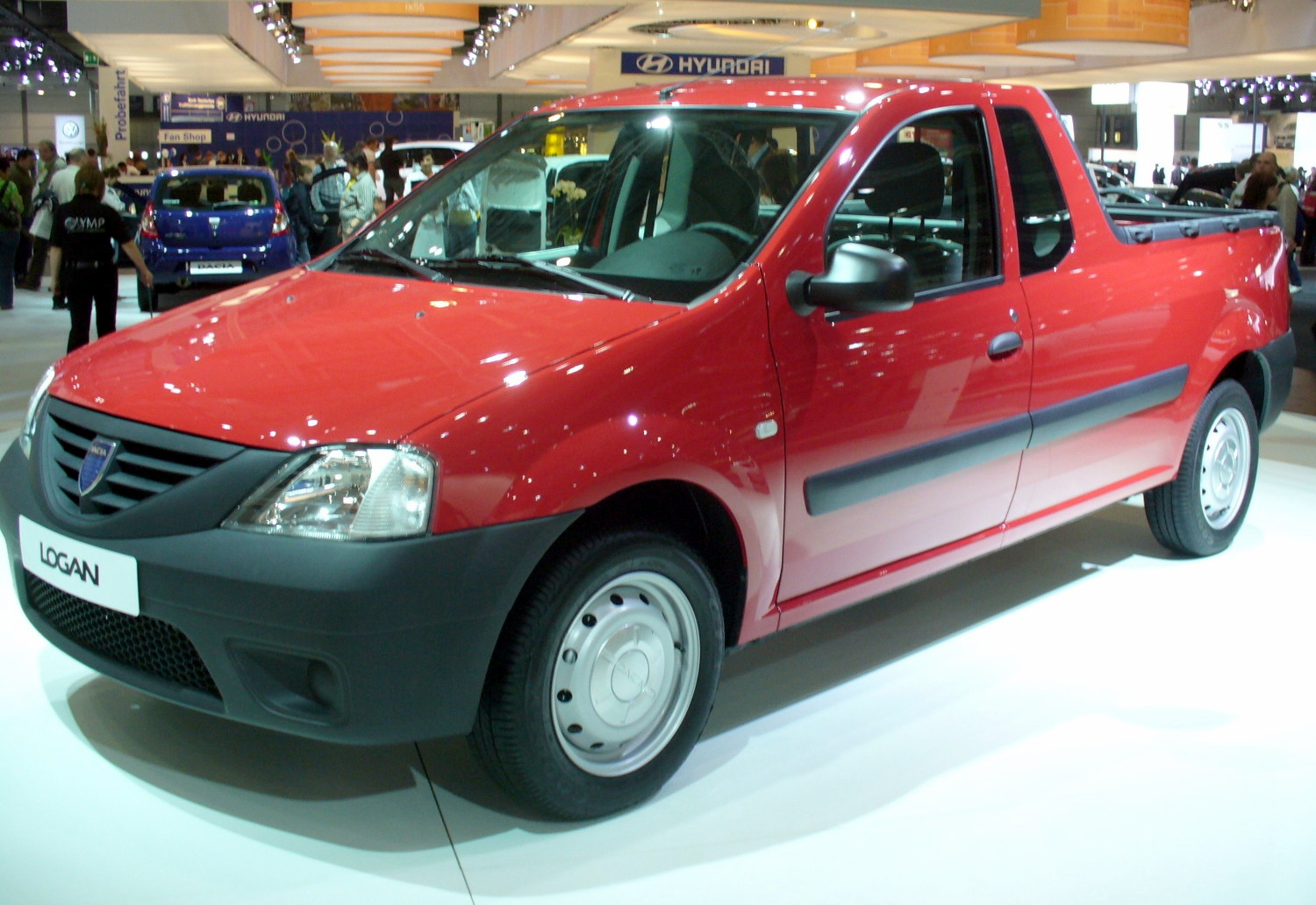
2009 Dacia Logan

Una cupé utilitario basada en el  1971–1980 Morris Marina con un motor de 1275 cc fue identificada como Austin. Nunca se vendieron muchas de estas variantes de camiones.
Mini
Se construyeron diversas variantes con plataforma de carga sobre el chasis del Mini de carrocería larga.
 'Otros cupés utilitarios europeos' 
- 1949–1952 Armstrong Siddeley Whitley 18 Cupé utilitario
- 1949–1952 Armstrong Siddeley Whitley 18 Station Coupé (cabina extendida con asiento trasero)
- c. 1952 Singer SM1500[14]
- 1955–1966 Peugeot 403
- 1979–1996 Peugeot 504
- 1950–1964 Standard Vanguard Utility (también vendido como "Camioneta pick-up Standar")[15]

- 1966–1991 Wartburg 353 "Trans"
- 1975–1985 Simca 1100
- 1975–2012 Dacia Logan/Logan II

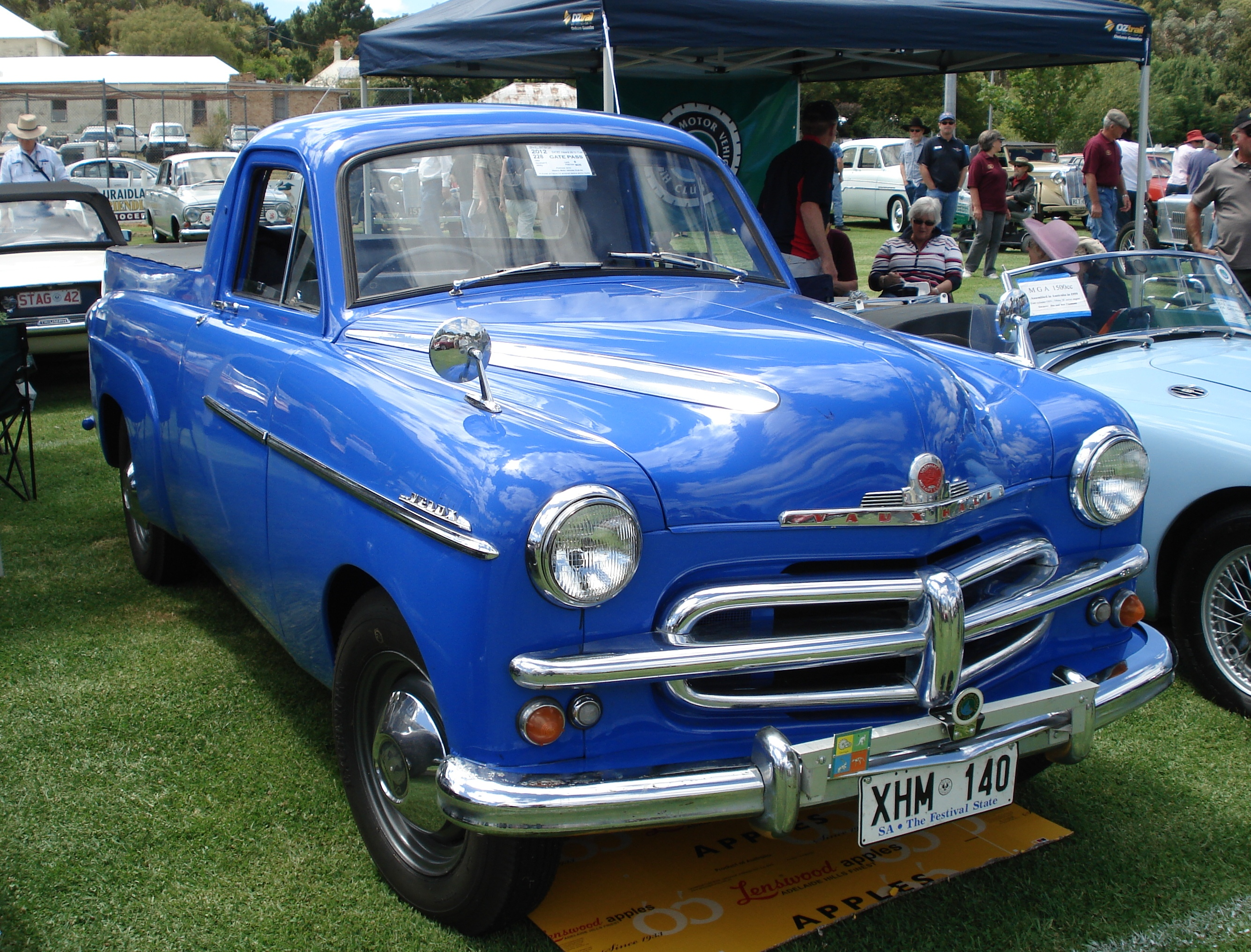
1954 Vauxhall Velox EIPV coupé utility

- 1979–2007 Volkswagen Caddy Typ 14/Rabbit cupé utilitario
- 1991–1995 Škoda Pick-up
- 1994–2001 Škoda Felicia Pickup/Fun
- 1996–2001 Volkswagen Caddy Typ 9U (Škoda Felicia cupé utilitario)
- 2007–2012 Dacia Logan Pick-Up

## Modelos de Oriente Medio
- 1967–2005 IKCO Paykan cupé utilitario (Irán)
- 2008-presente SAIPA Pick-Up
- 2015-presente IKCO Arisun

## Modelos australianos
Los cupés utilitarios se han producido en Australia desde la década de 1930. Los tres principales fabricantes australianos (GM-Holden, Ford y Chrysler) ofrecieron versiones pickup cupé de sus modelos más populares y muchos de los fabricantes más pequeños también los ofrecieron en sus gamas. En muchos casos, si no estaba disponible como parte de la gama de modelos regular, los carroceros del mercado de accesorios podían construir uno bajo pedido del cliente.
Entre los ejemplos más populares, se incluyen:

Ford
- 1934-1940 Ford cupé utilitario
- 1941-1948 Ford
- 1949-1951 Ford
- 1949-1951 Ford Pilot
- 1952-1959 Ford Mainline
- 1939-1953 Ford Prefect E93A/E03A (1939-45), Ford Prefect A53A (1946-48) and Prefect A493A (1948-53)
- 1946-1953 Ford Anglia A54A (1946-48) y Anglia A494A (1949-53)
- 1953-1955 Ford Popular 103E
- 1956-1962 Ford Consul Mark II y Ford Zephyr Mark II
- 1960-1999 Ford Falcon (entre 1999 y 2016, el Falcon tenía una plataforma separada y, por lo tanto, ya no era un verdadero pickup coupé)
- 1989-1991 Nissan Ute (versión del Ford Falcon (XF) pickup cupé)

General Motors-Holden
- A partir de 1934, varios chasis GM estaban disponibles equipados con carrocería tipo coupé
- Bedford JC
- 1946-1948 Chevrolet Stylemaster
- 1949-1952 Chevrolet Styleline
- 1952-1954 Vauxhall Wyvern E series y Velox E Series
- 1951-1968 Holden
- 1968-1984 Belmont/Kingswood
- 1990-2017 Holden Commodore/Holden Ute (los modelos entre 2000 y 2017 fueron comercializados como Holden Utes, no como Commodores)

Chrysler
- From 1935 - varios chasis Dodge y Plymouth y Fargo estaban disponibles equipados con carrocería cupé utilitario
- 1956-1957 Plymouth Cranbrook/Savoy/Belvedere
- 1956-1957 Dodge Kingsway
- 1956-1957 De Soto Diplomat
- 1958-1961 Chrysler Wayfarer
- 1965-1971 Chrysler Valiant/Valiant Wayfarer
- 1971-1978 Chrysler Valiant
- 1966-1976 Dodge (versión de especificaciones inferiores del Valiant/Wayfarer)

BMC
- Austin A40 Devon (Se ofrecieron varias variantes únicas en el mercado australiano, incluyendo el Austin A40 Panelside y el A40 Hi-Lite)[16]
- Austin A55 Cambridge
- 1968-1971 Austin 1800

Standard
- Standard Vanguard

Rootes Group
- 1956 Hillman deluxe utility basado en el Hillman Minx Mark VIII

También se ofrecieron variantes de cupé utilitario basadas en camionetas, junto con chasis de cabina y variantes de pickup de varios fabricantes
- Chrysler Australia ofreció un cupé utilitario basado en una camioneta con el distintivo de Dodge, Fargo o De Soto
- General Motors-Holden ofreció una versión cupé utilitario de la camioneta Chevrolet
- International Harvester ofreció una versión utilitaria coupé de su camioneta

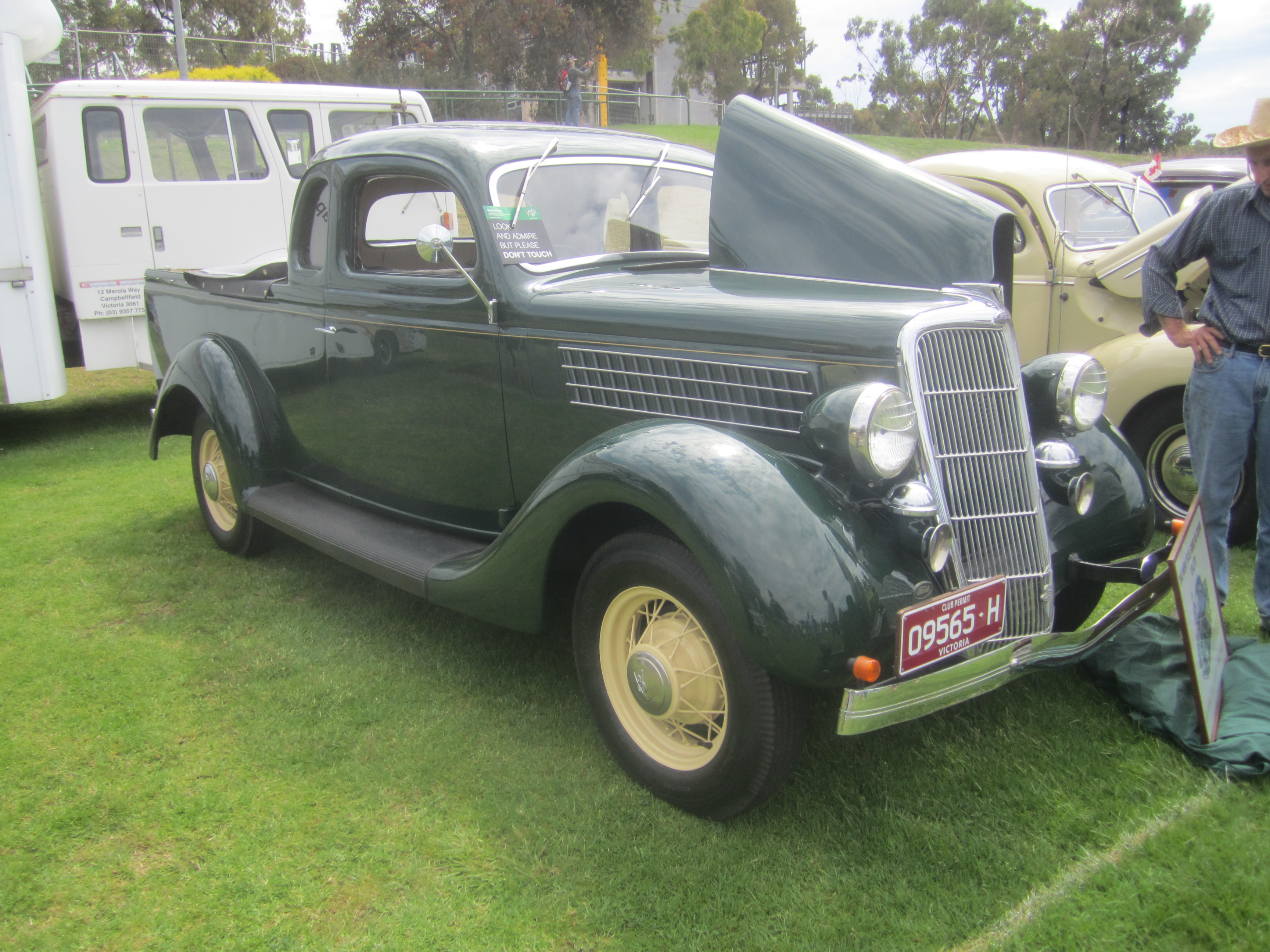
1935 Ford Model 48 coupe utility
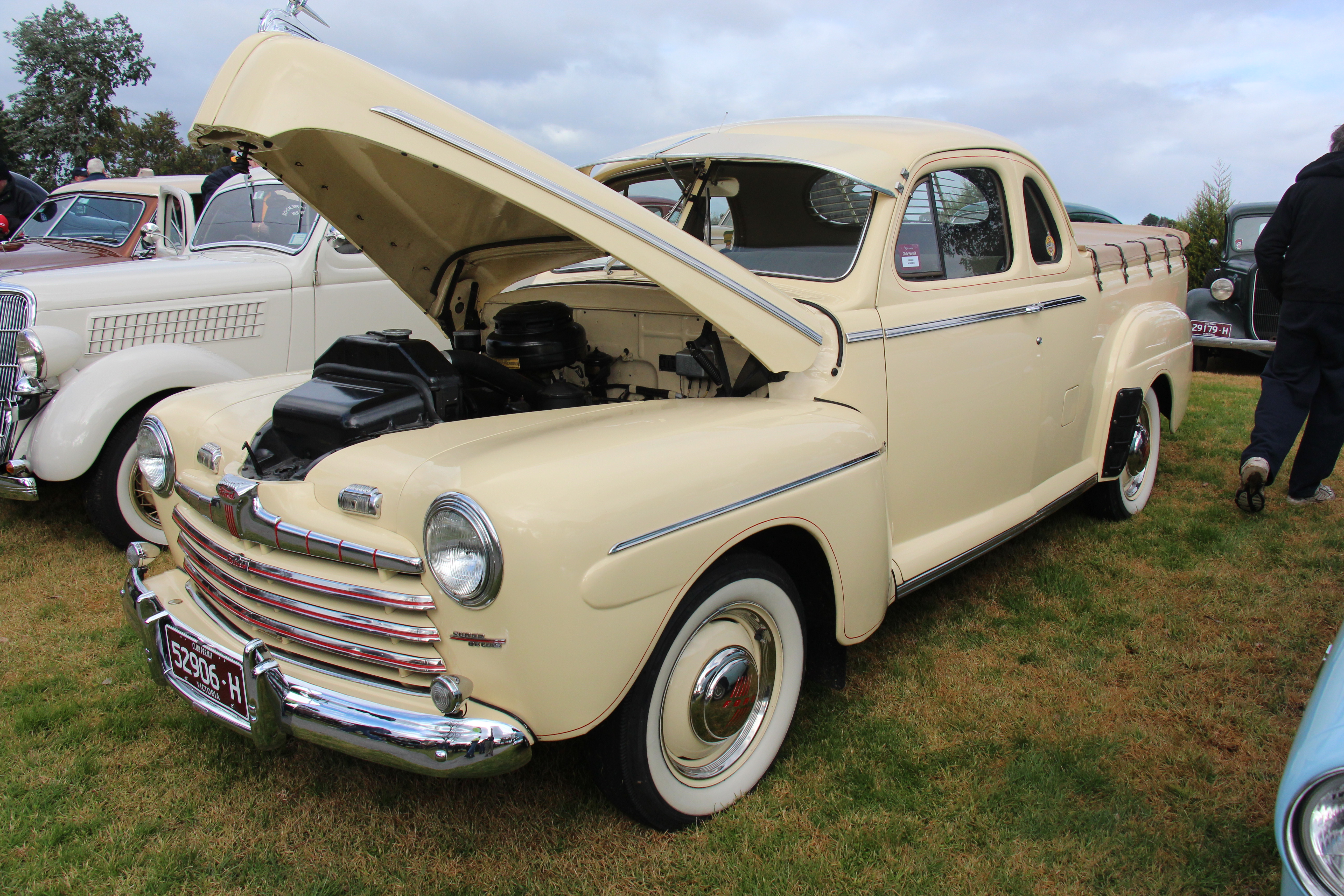
1946 Ford Super Deluxe utility
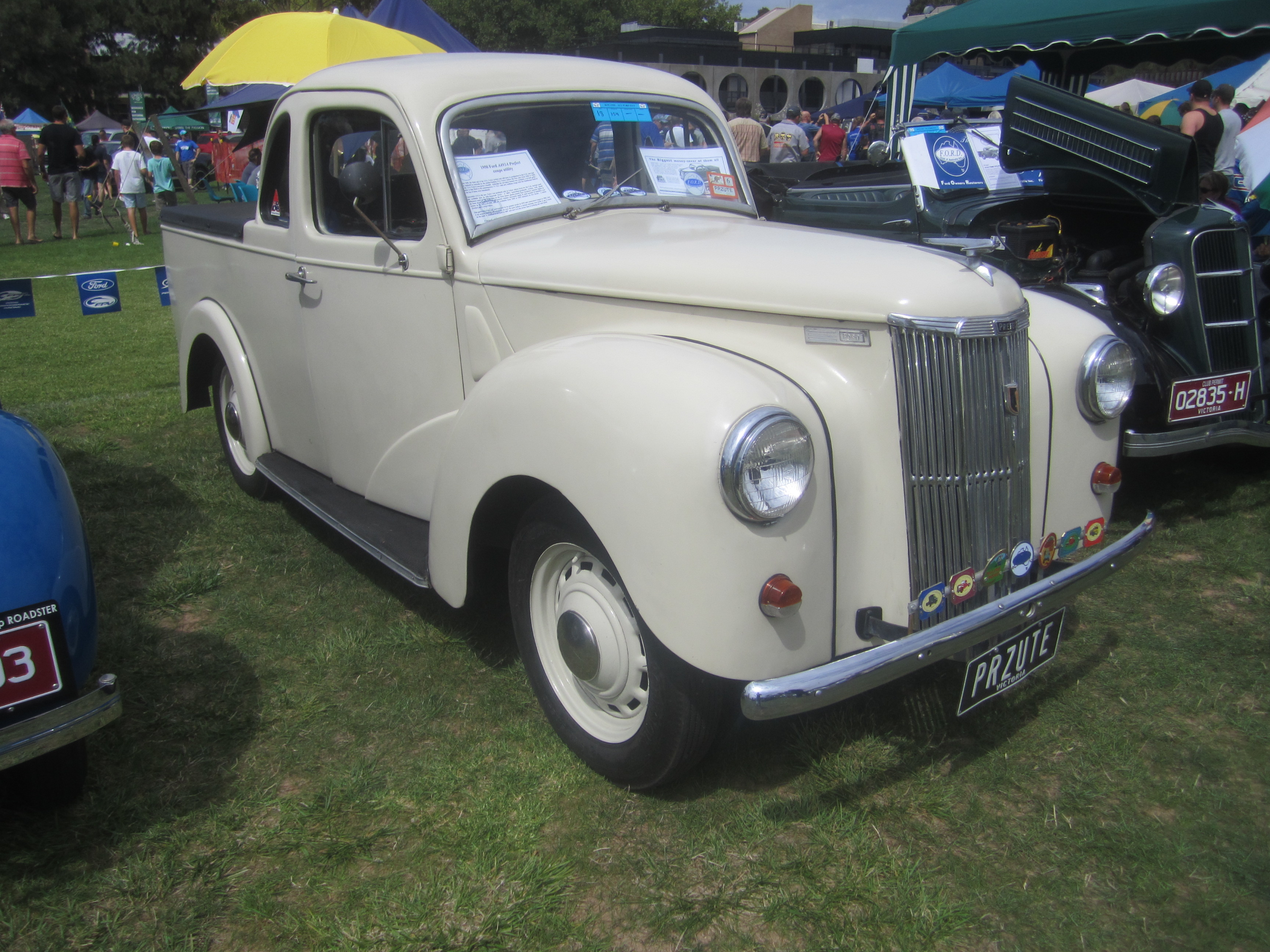
1950 Ford Prefect utility
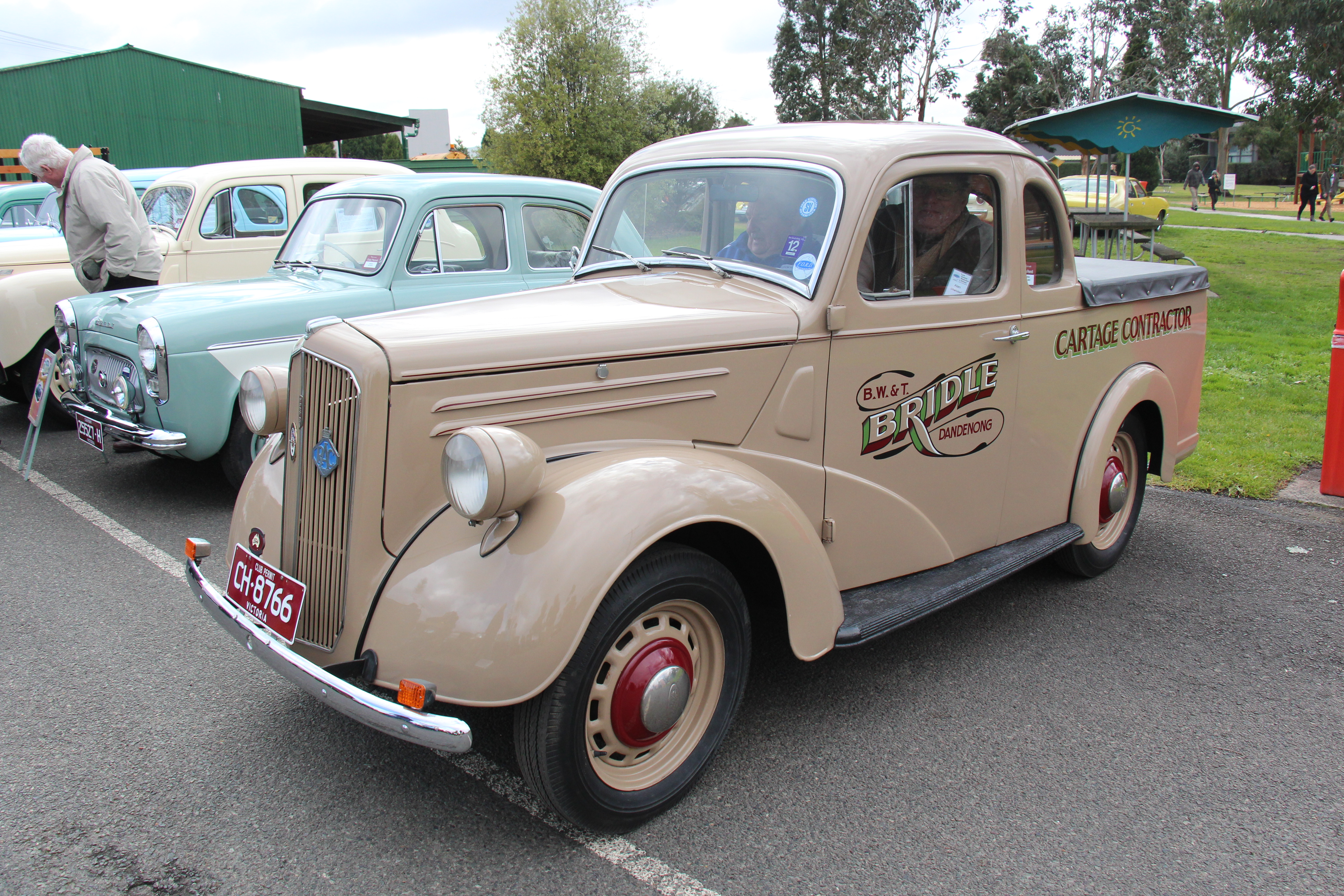
1947 Ford Anglia utility
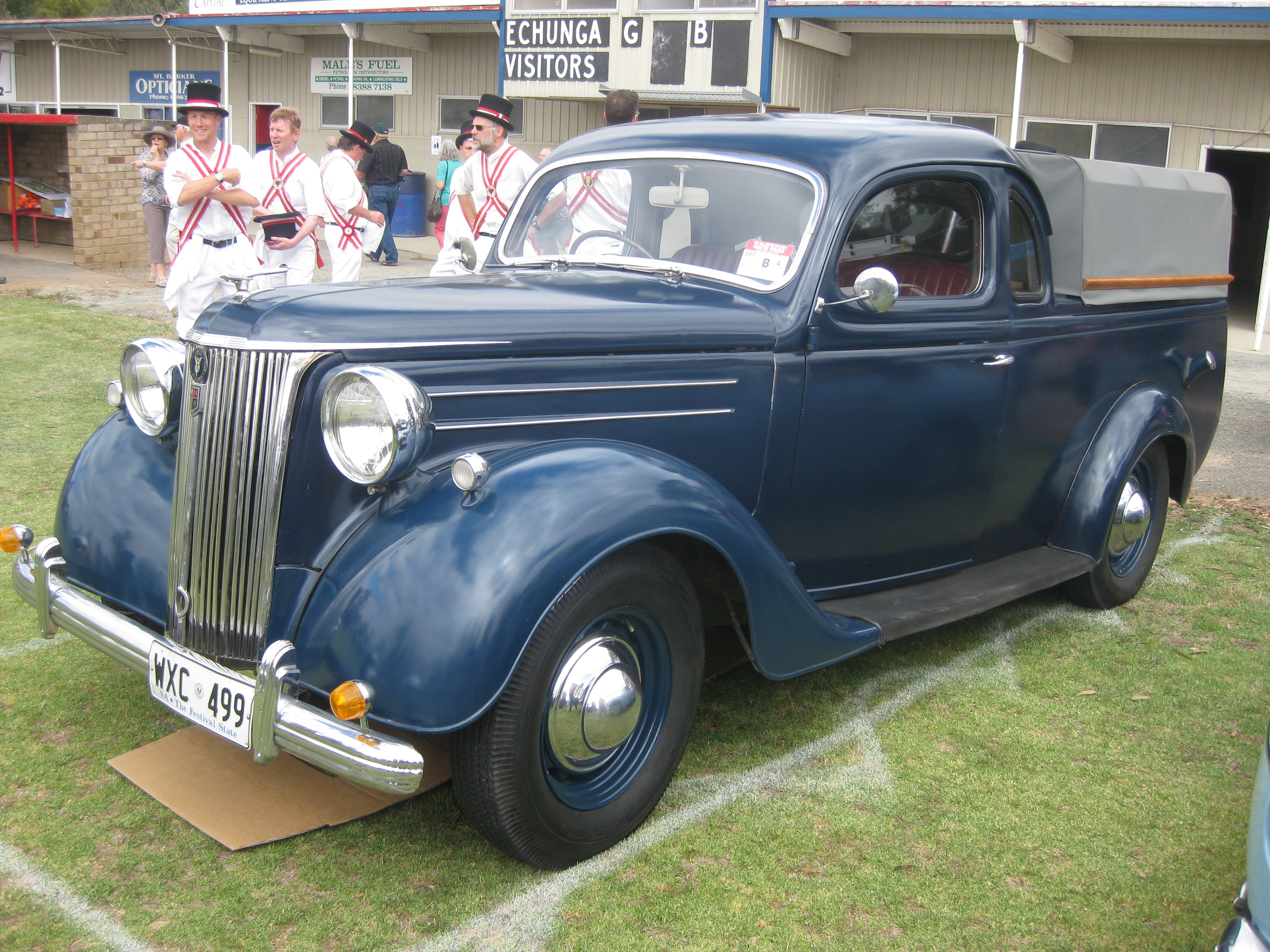
Ford Pilot utility
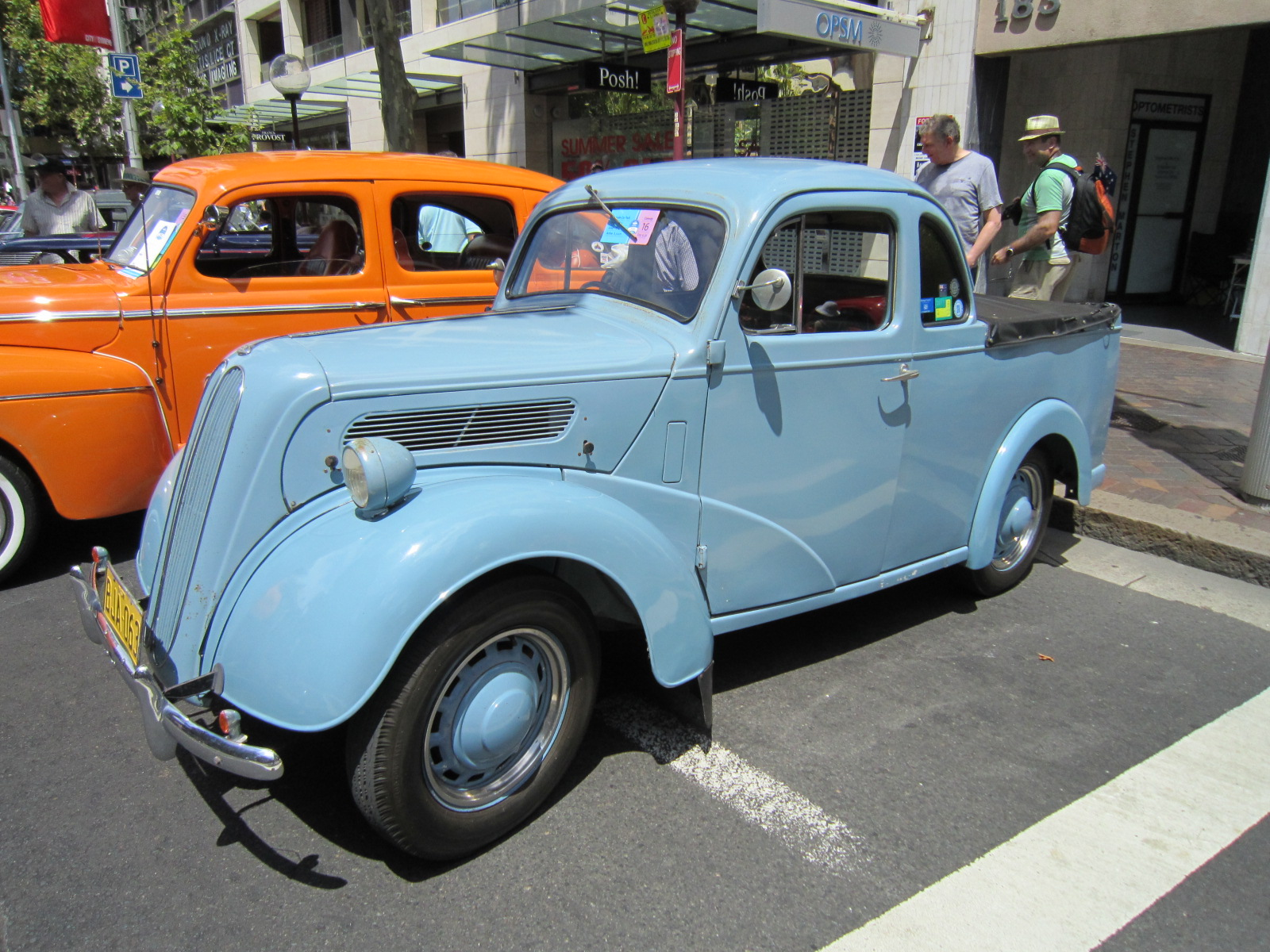
Ford Popular utility
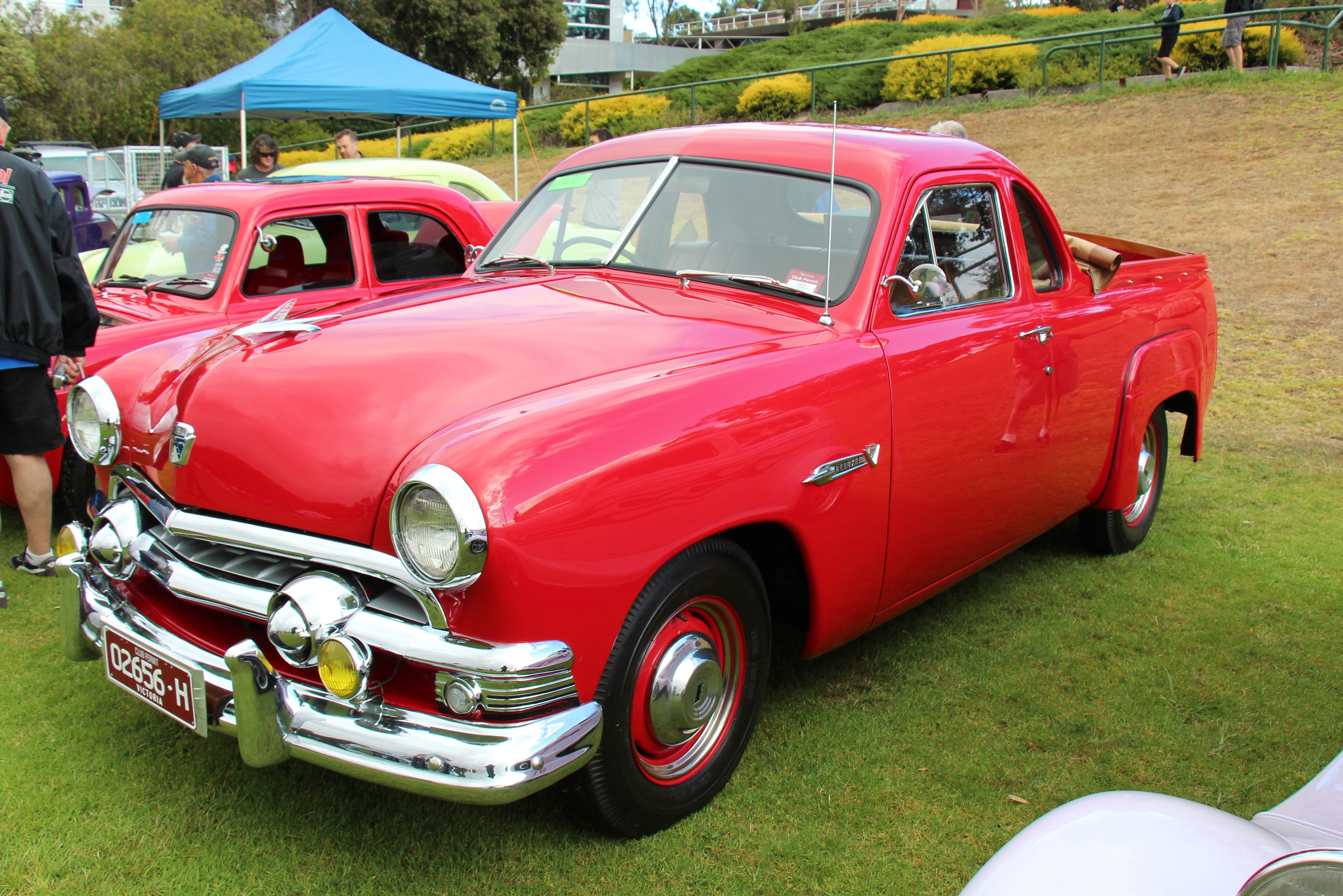
1951 Ford utility
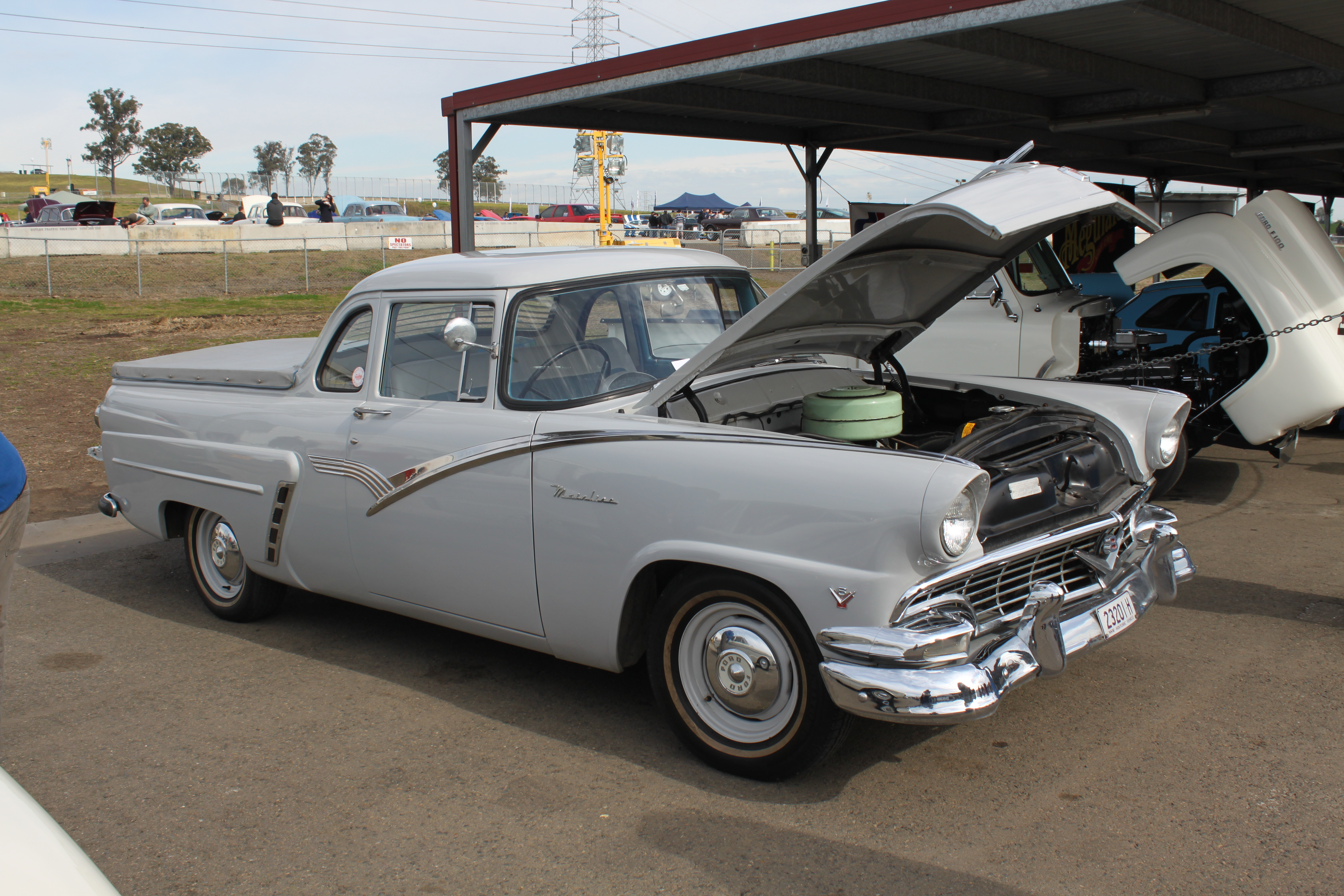
1957 Ford Mainline utility
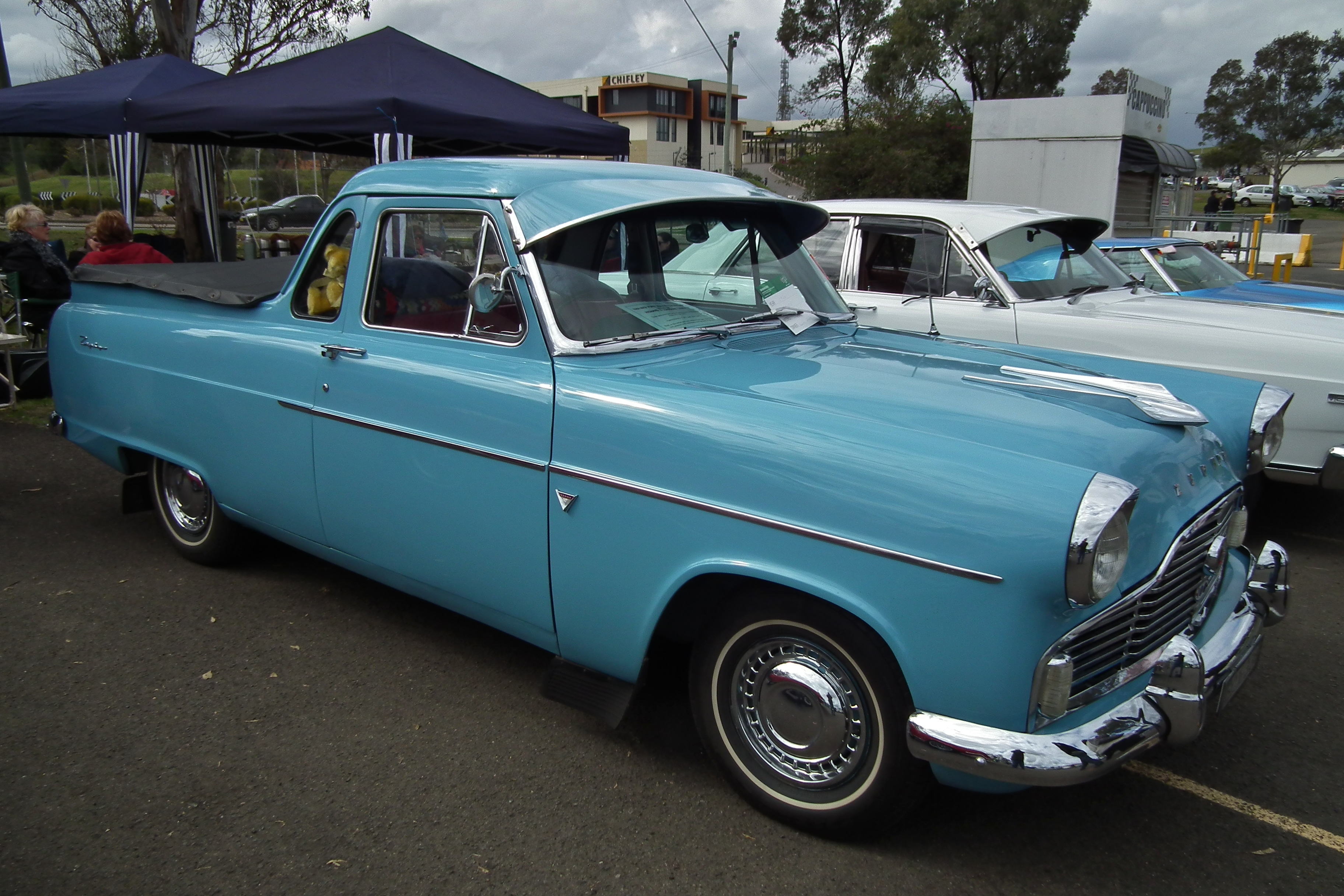
1960 Ford Zephyr Mk II utility
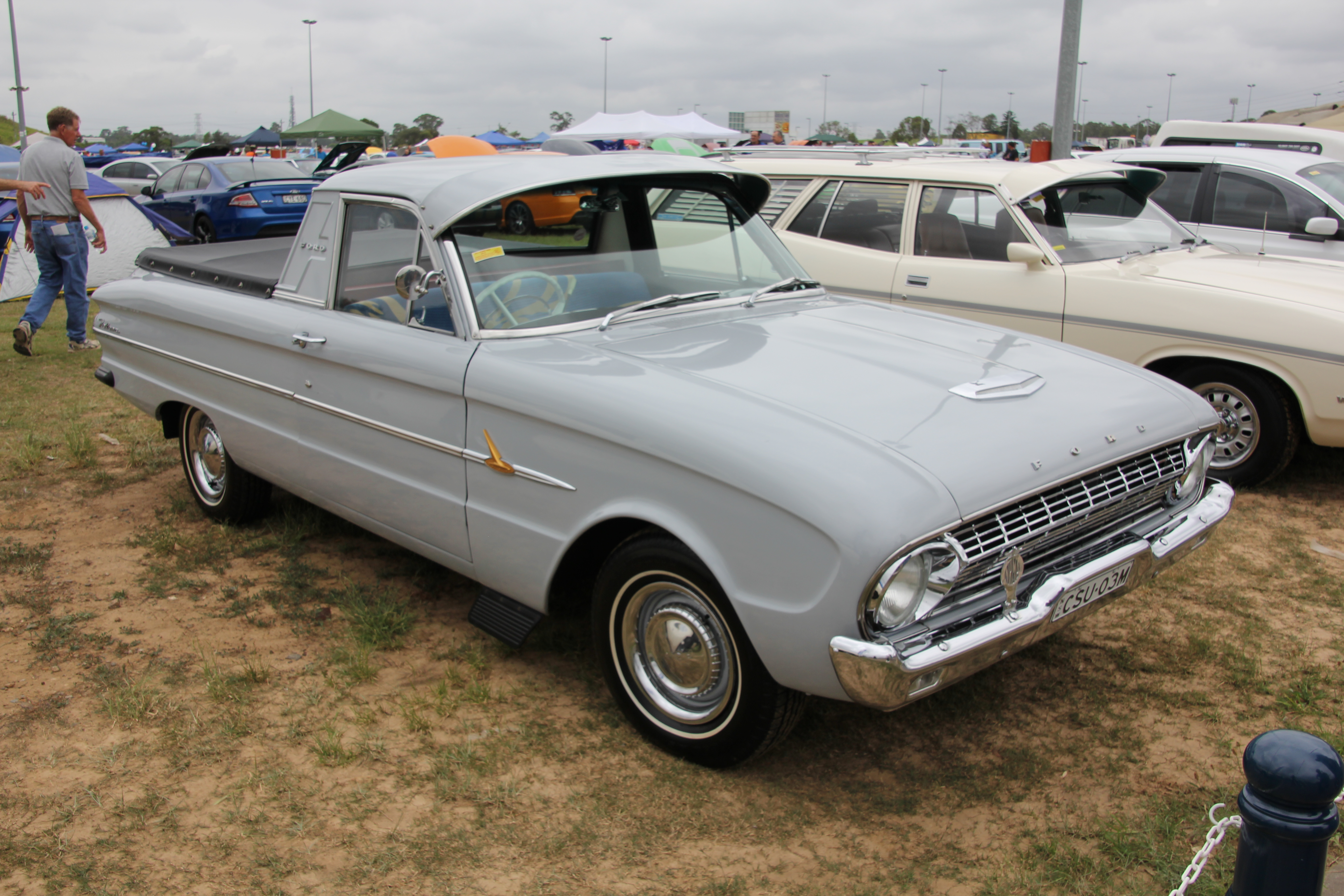
1962 Ford XL Falcon Deluxe utility
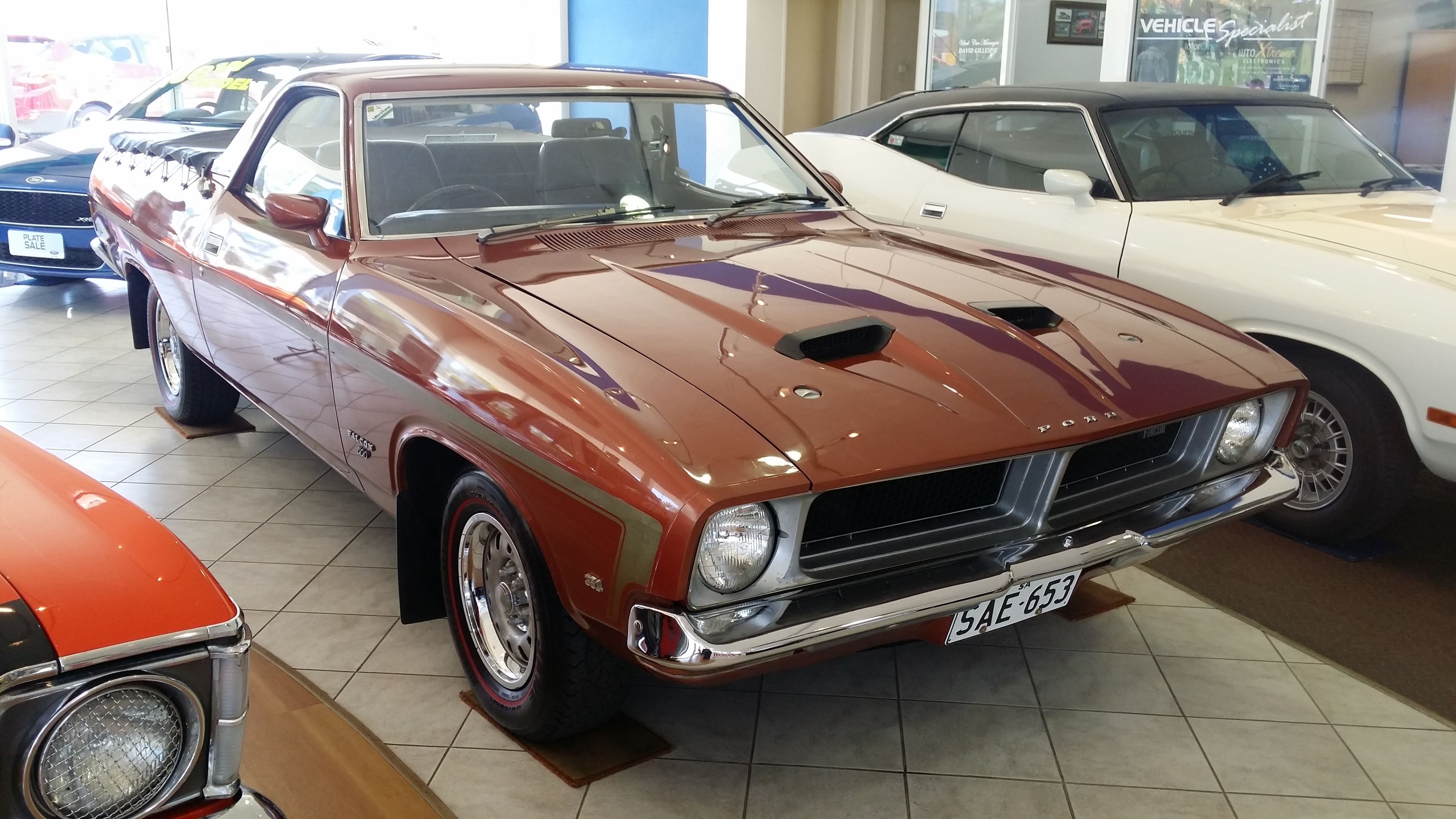
Ford XB Falcon utility
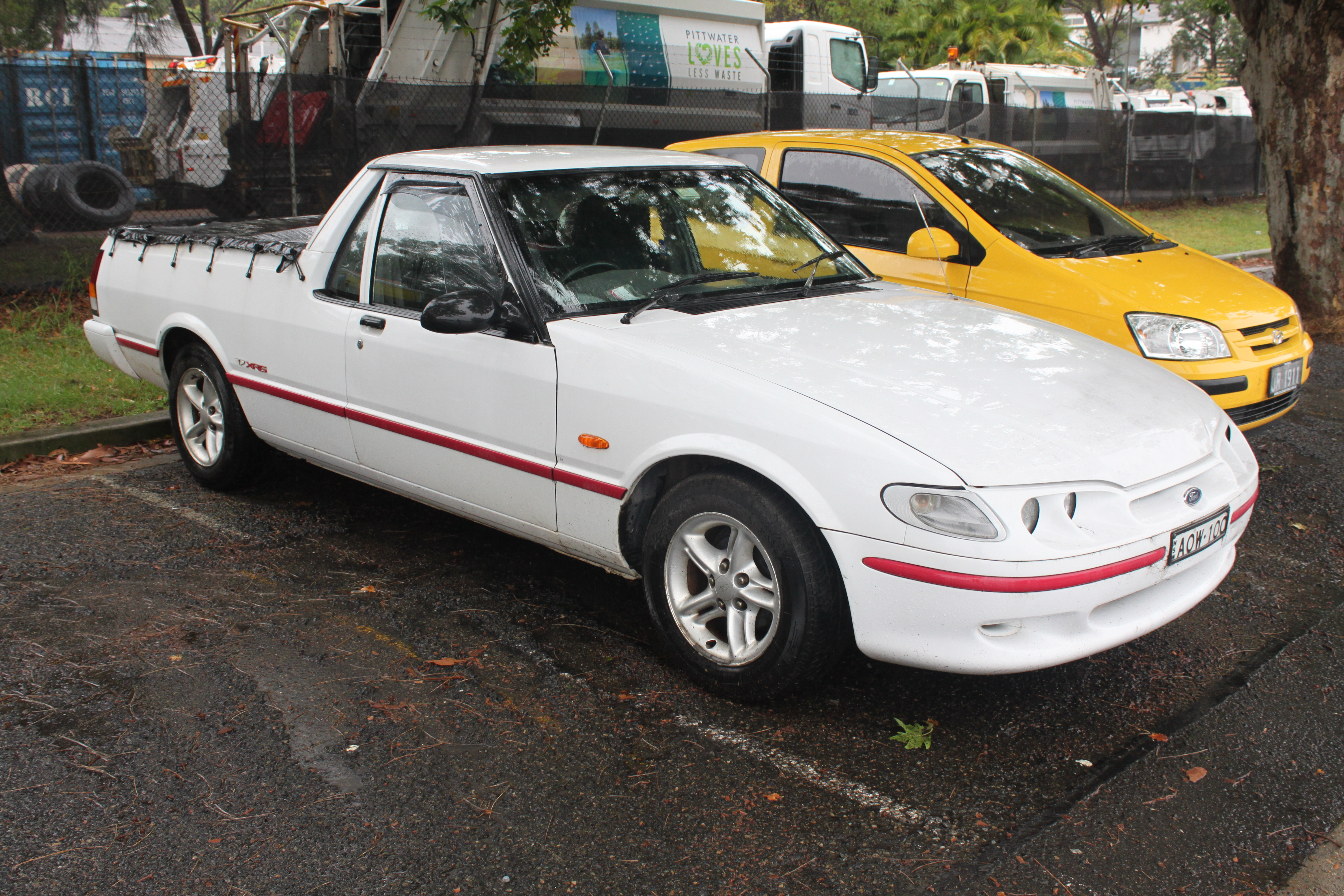
1999 Ford XH II Falcon utility
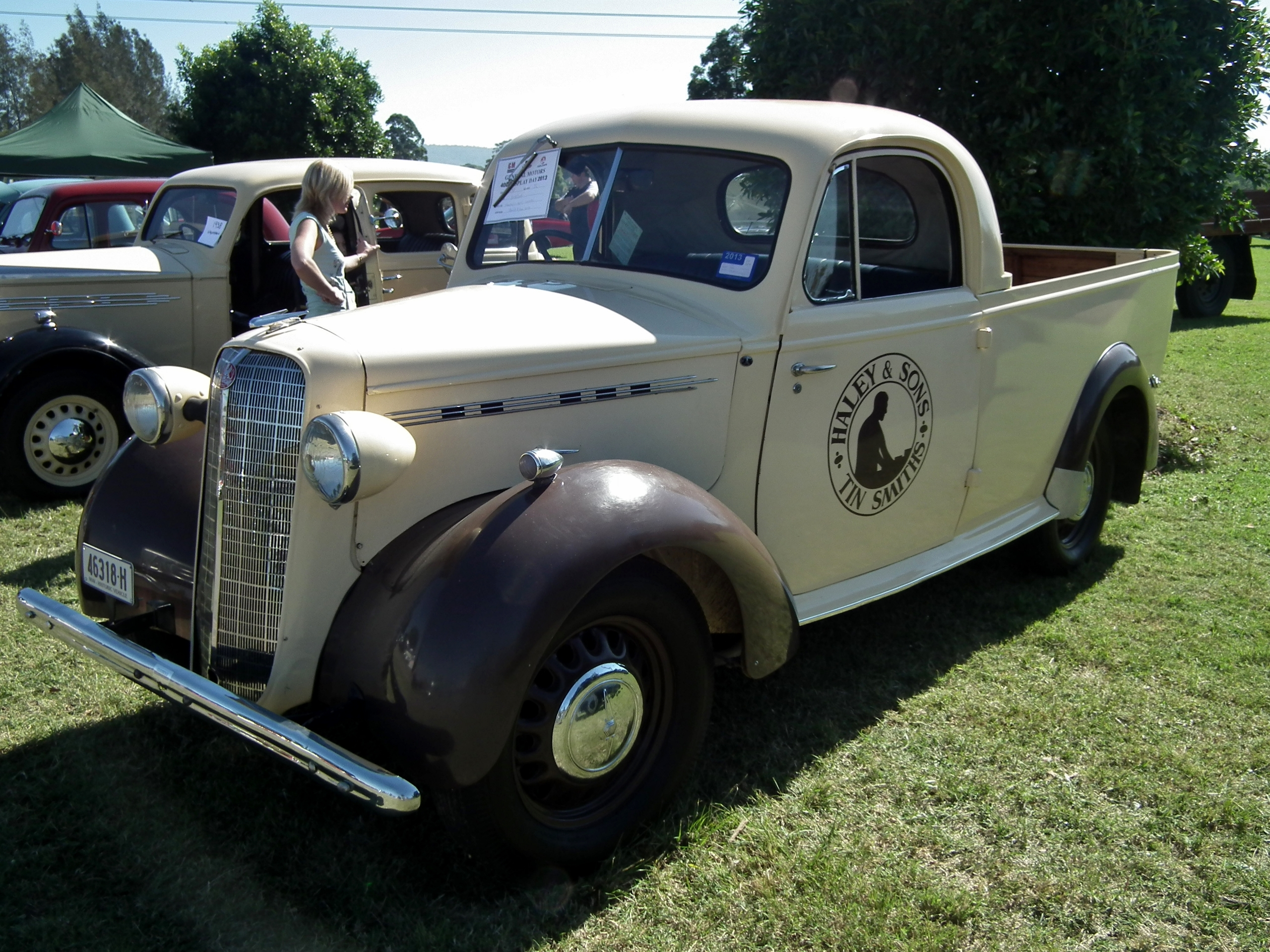
1940 Bedford JC coupe utility
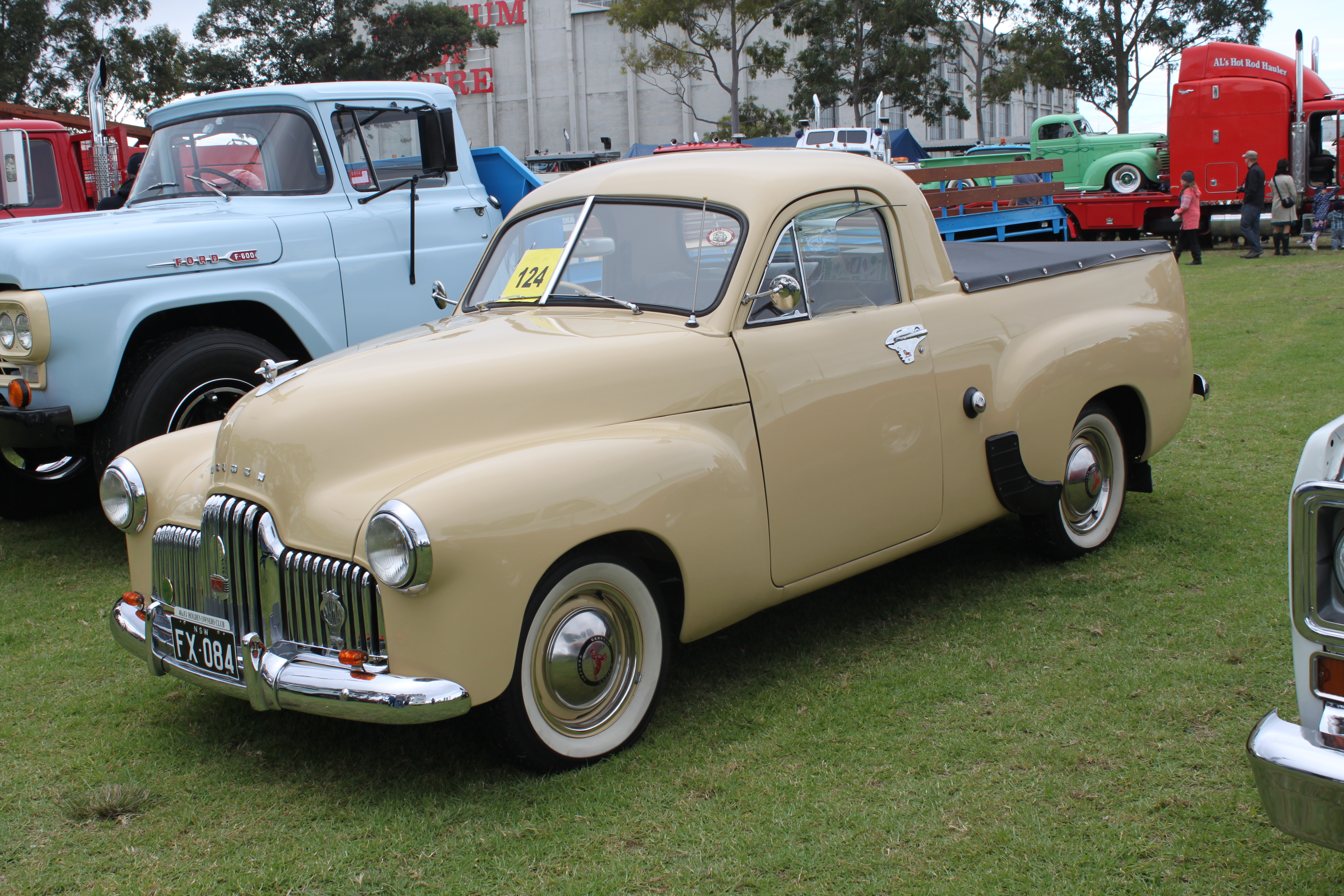
Holden 50-2016 utility
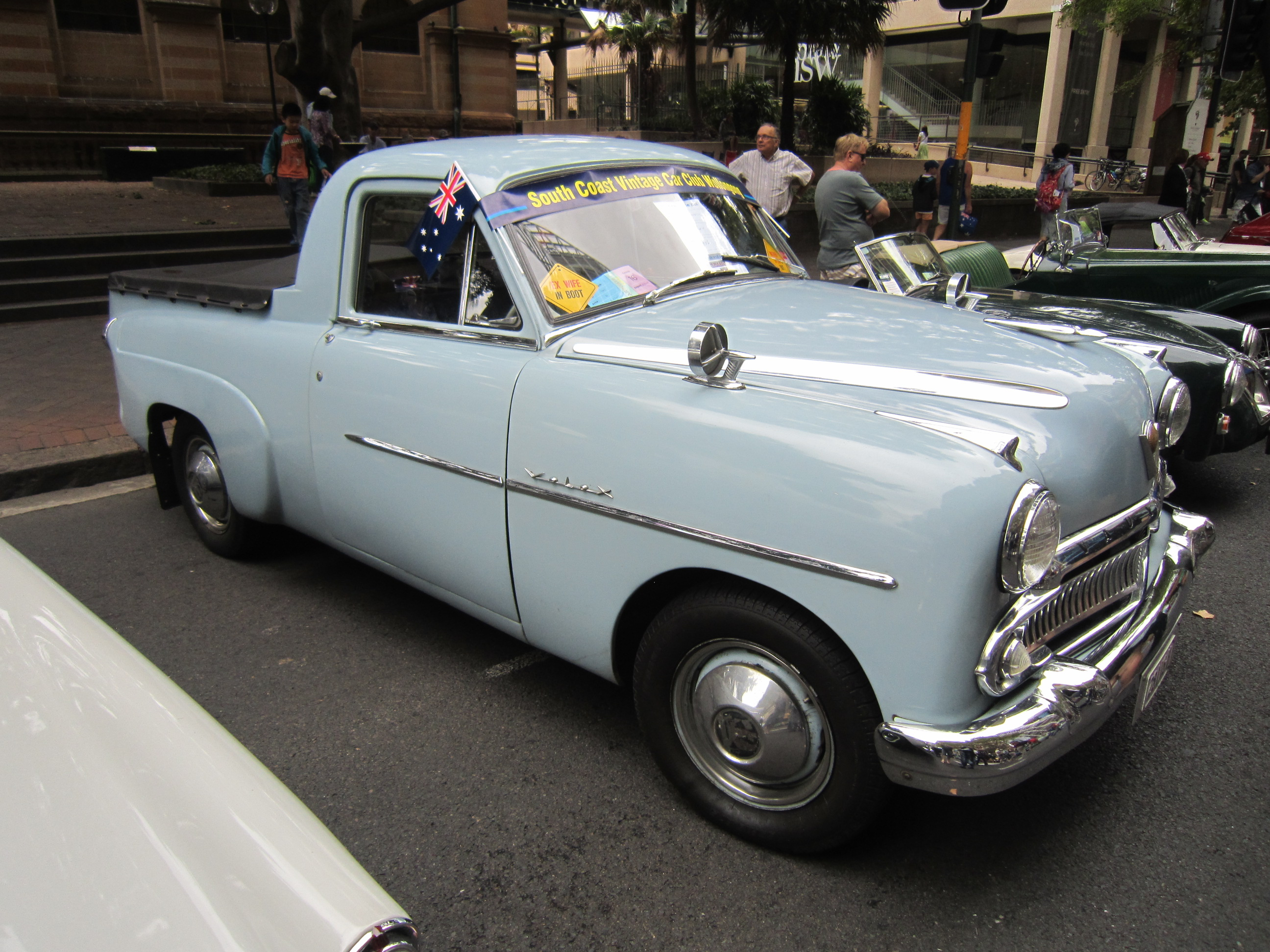
Vauxhall Velox utility
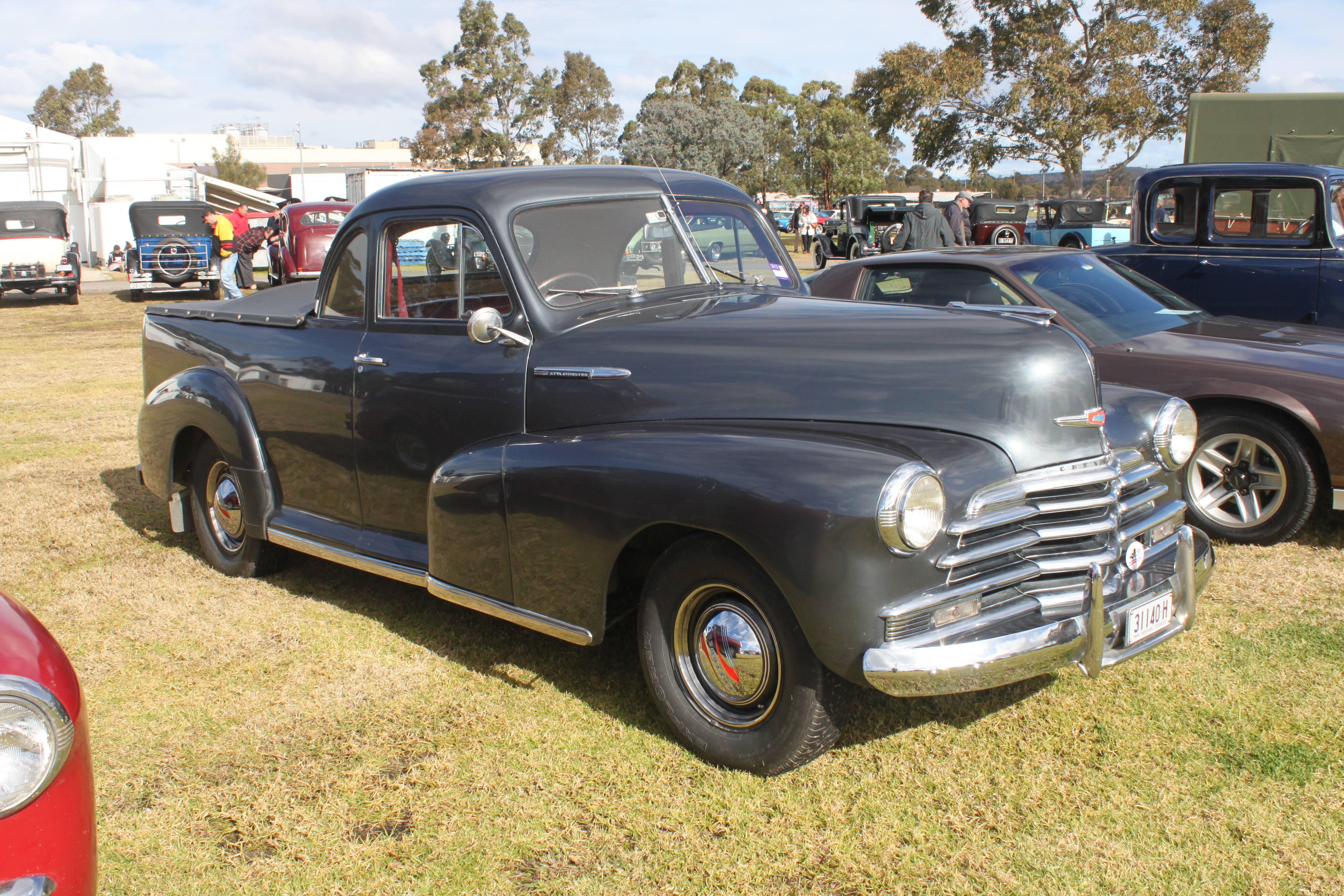
1947 Chevrolet Stylemaster utility
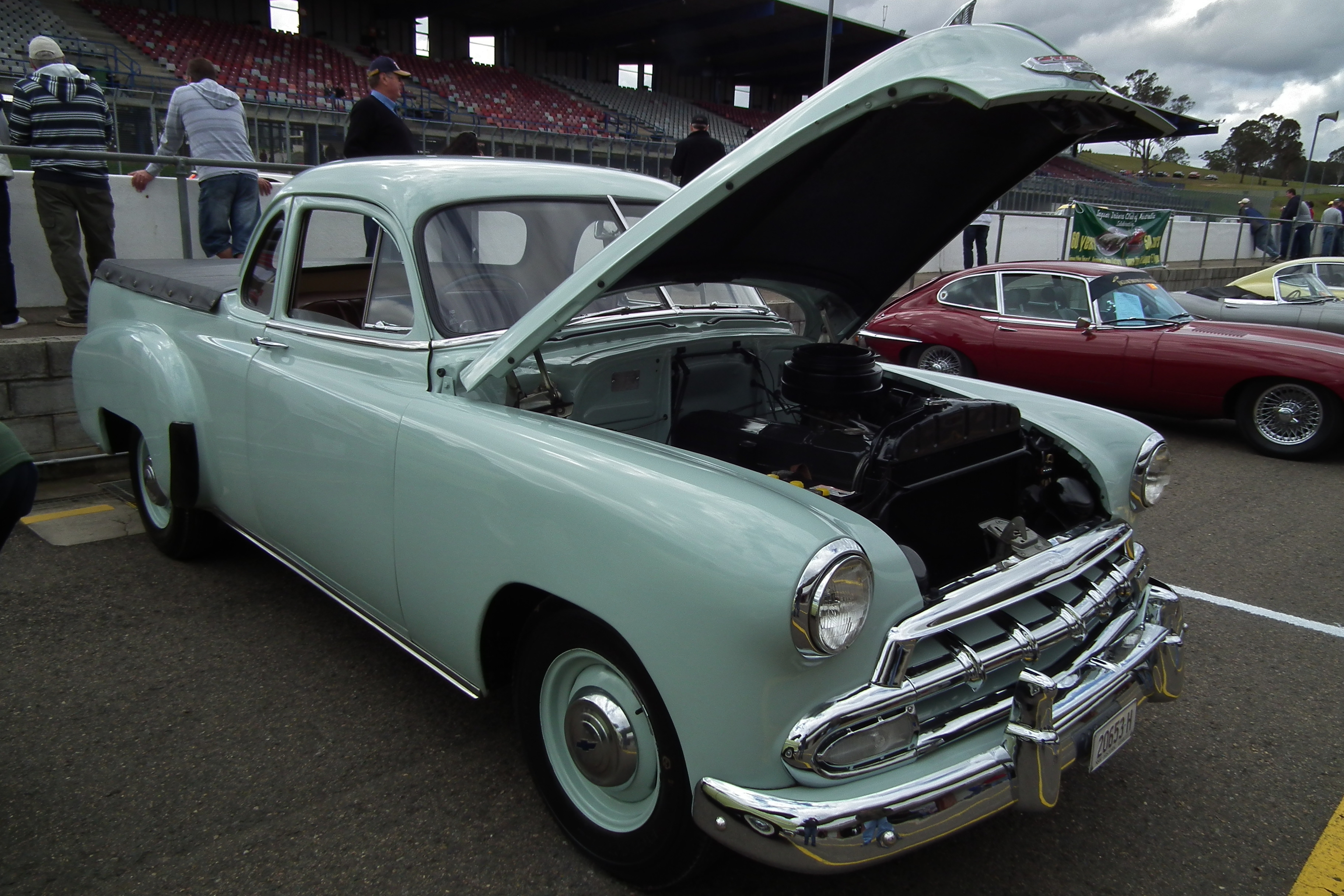
1952 Chevrolet Styleline utility
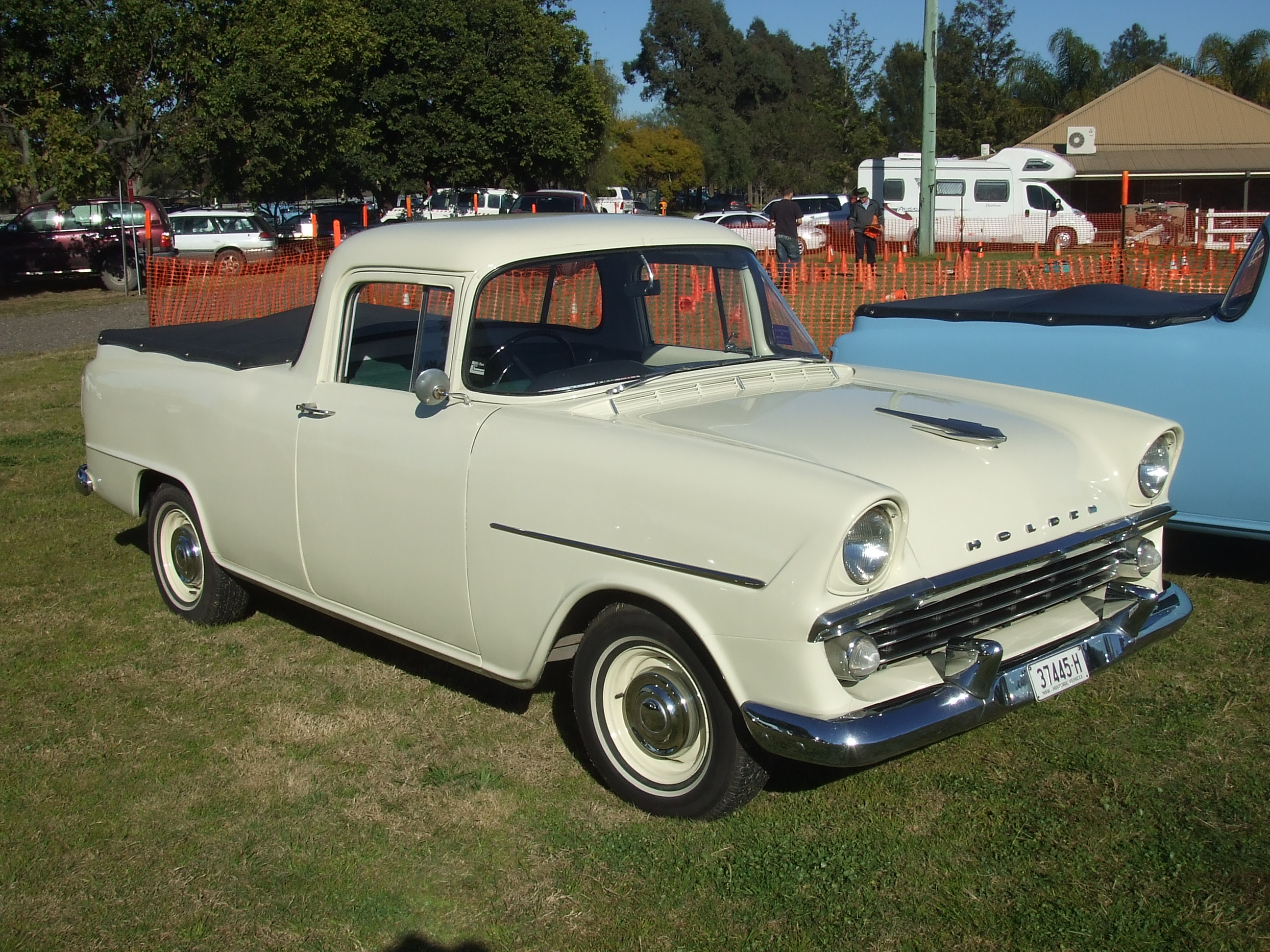
Holden FB utility
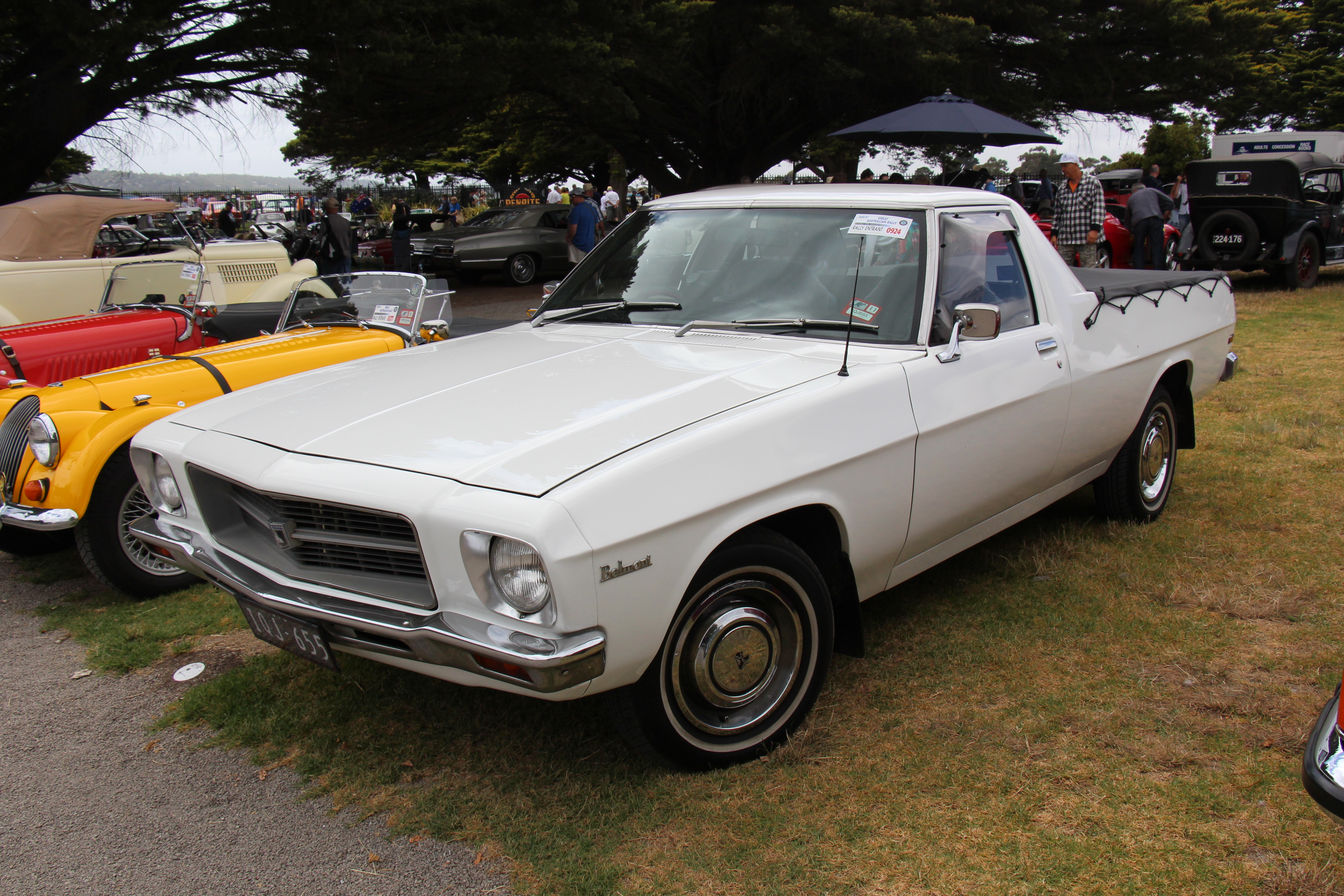
Holden HQ Belmont utility
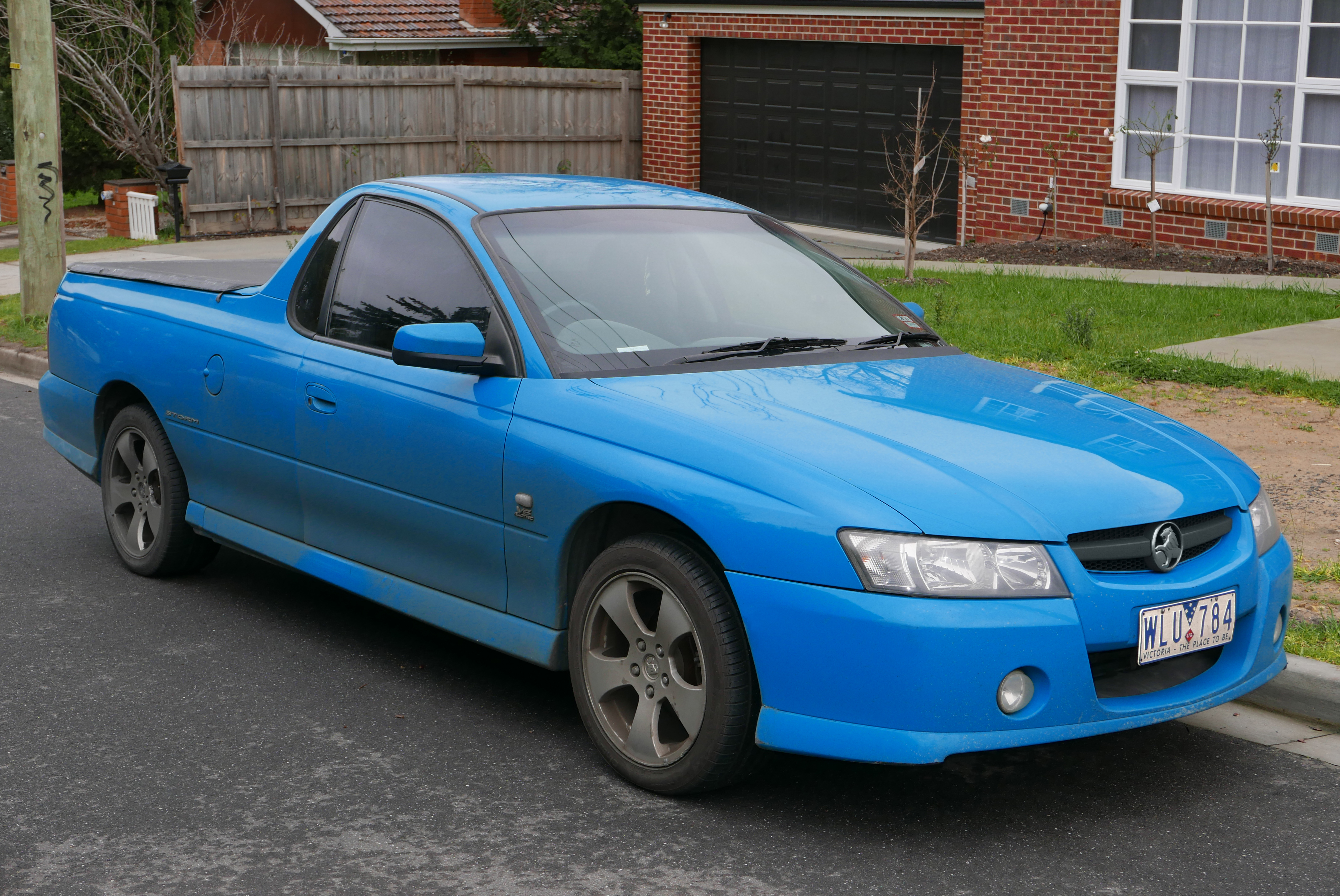
2005 Holden VZ Ute
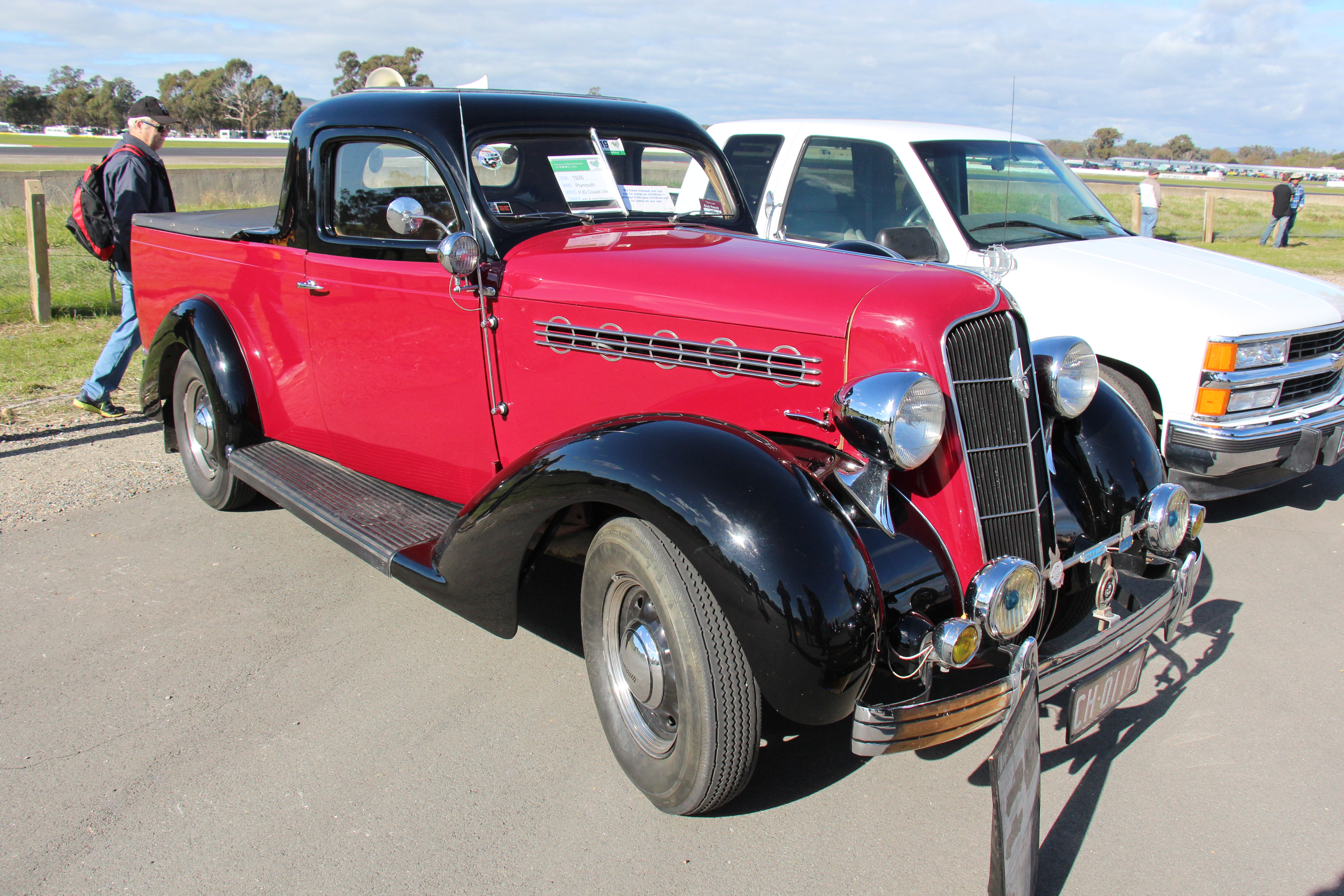
1935 Plymouth coupe utility
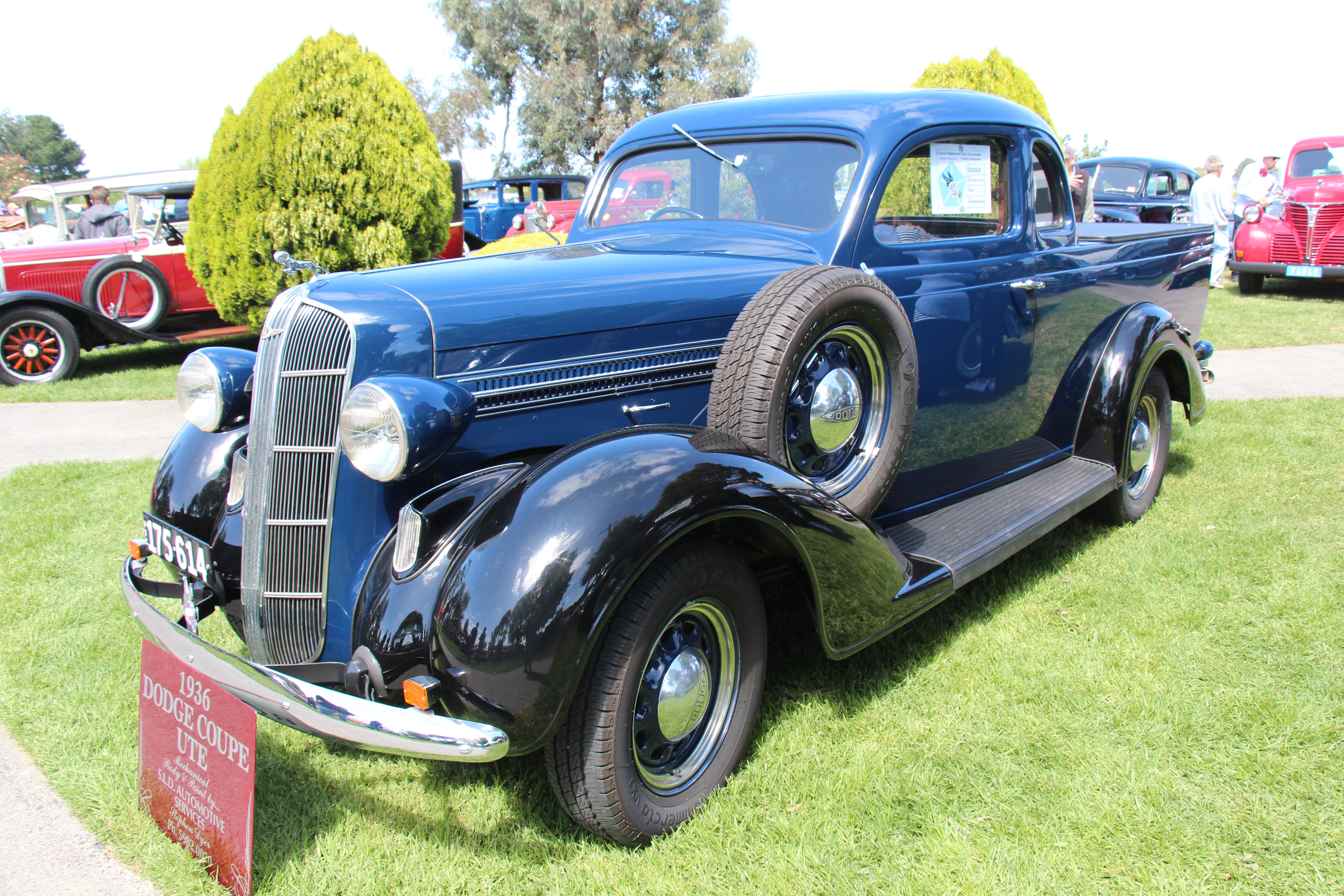
1936 Dodge D2 coupe Utility
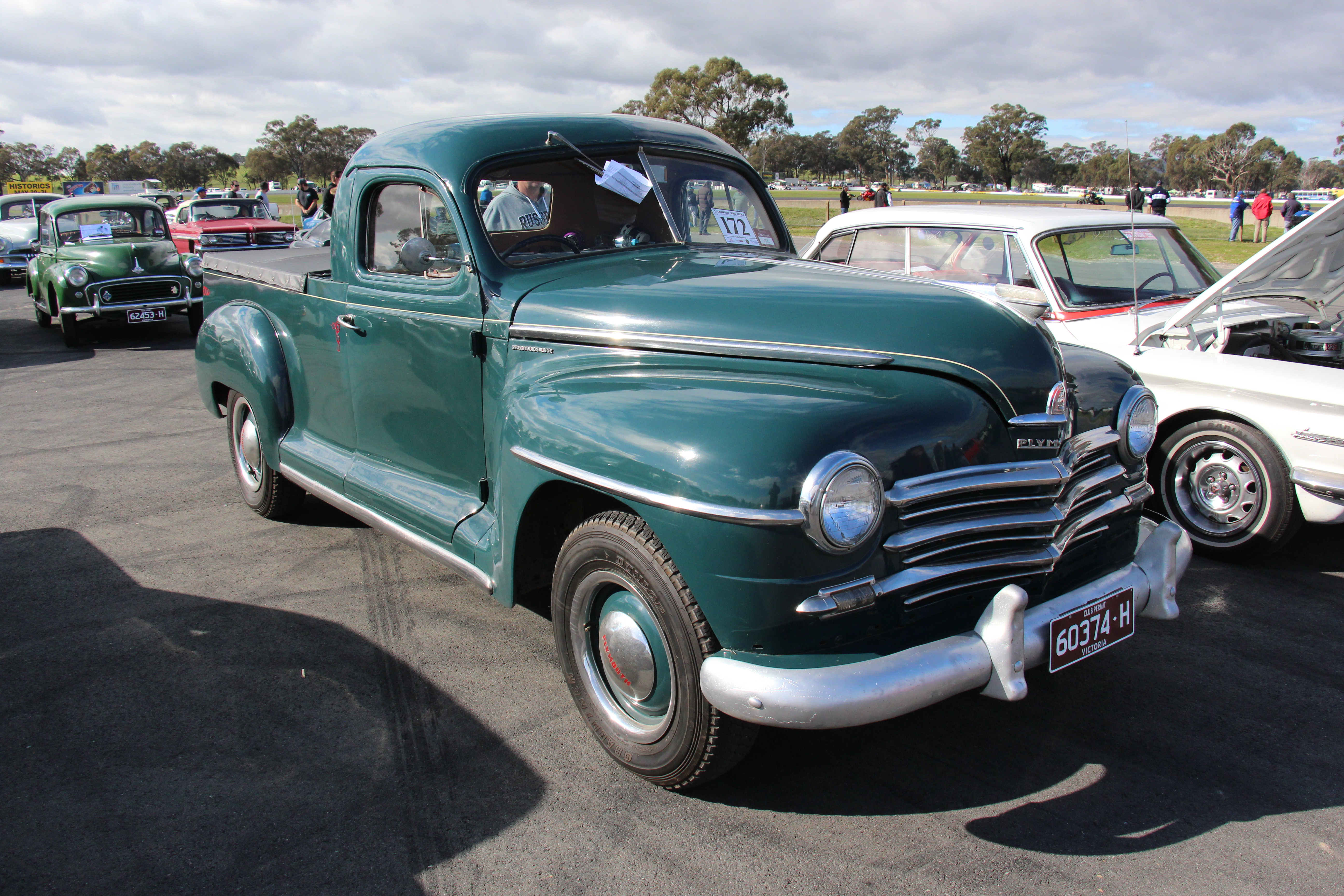
1947 Plymouth Special Deluxe utility
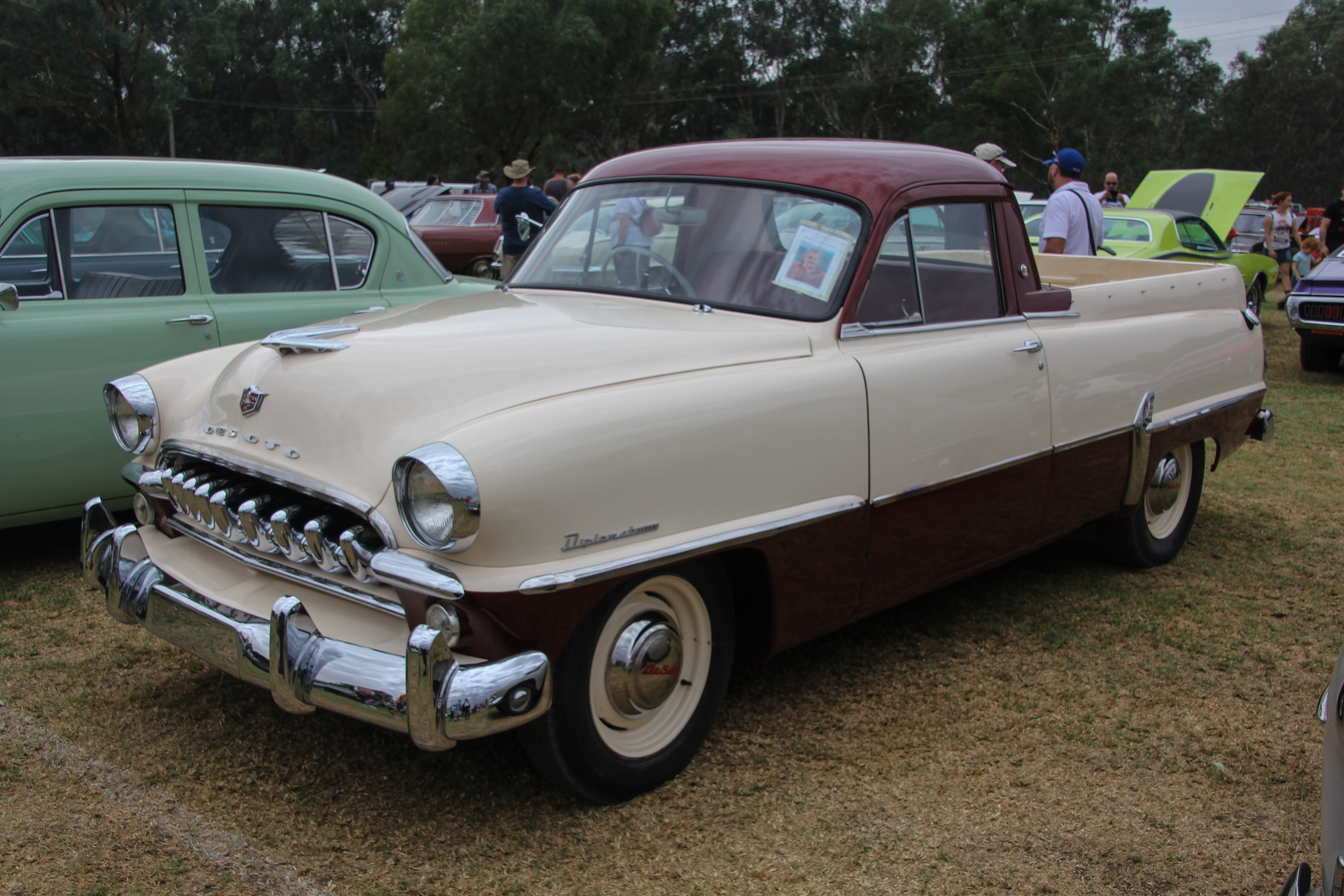
1956-57 DeSoto Diplomat Plaza utility
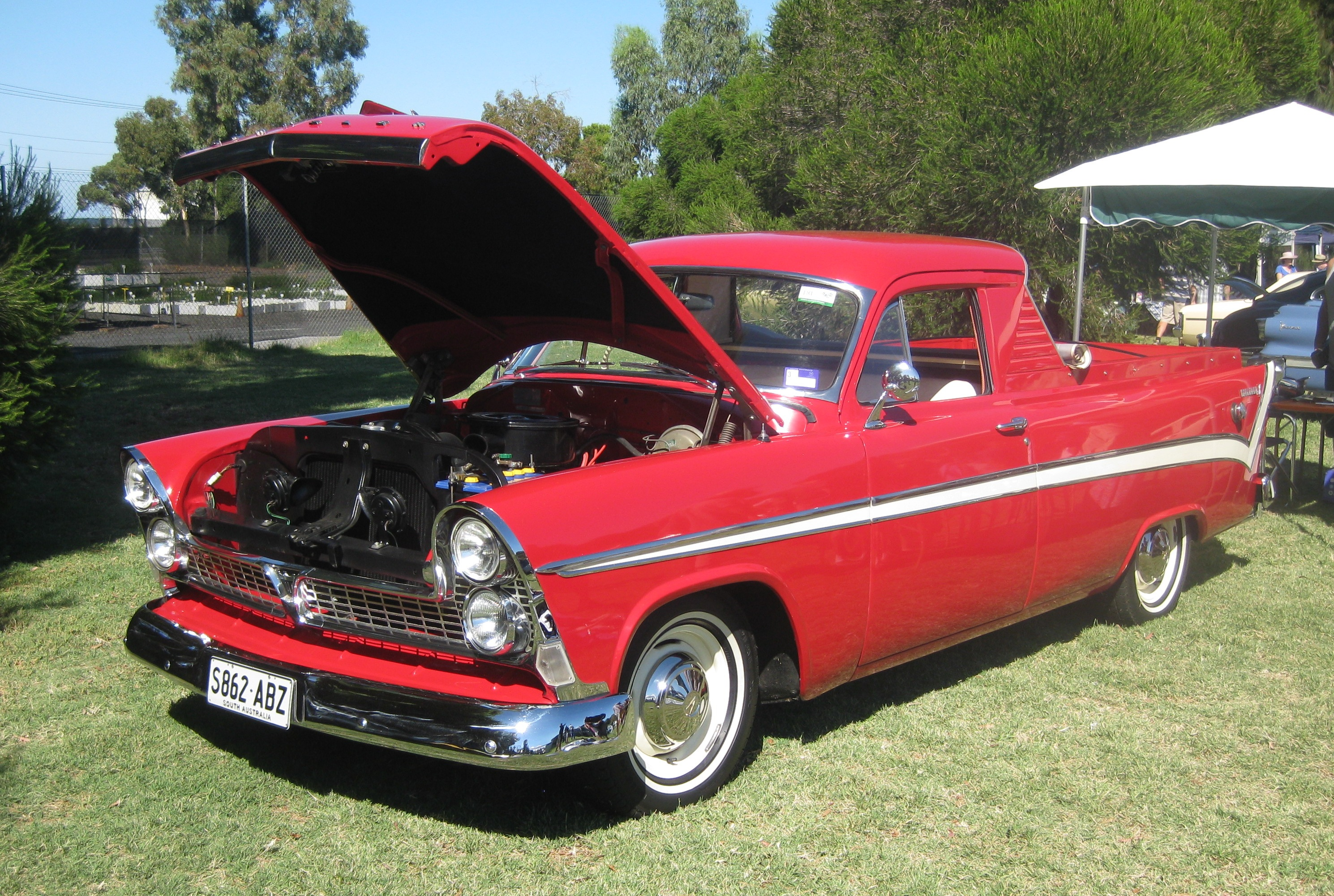
Chrysler AP3 Wayfarer utility
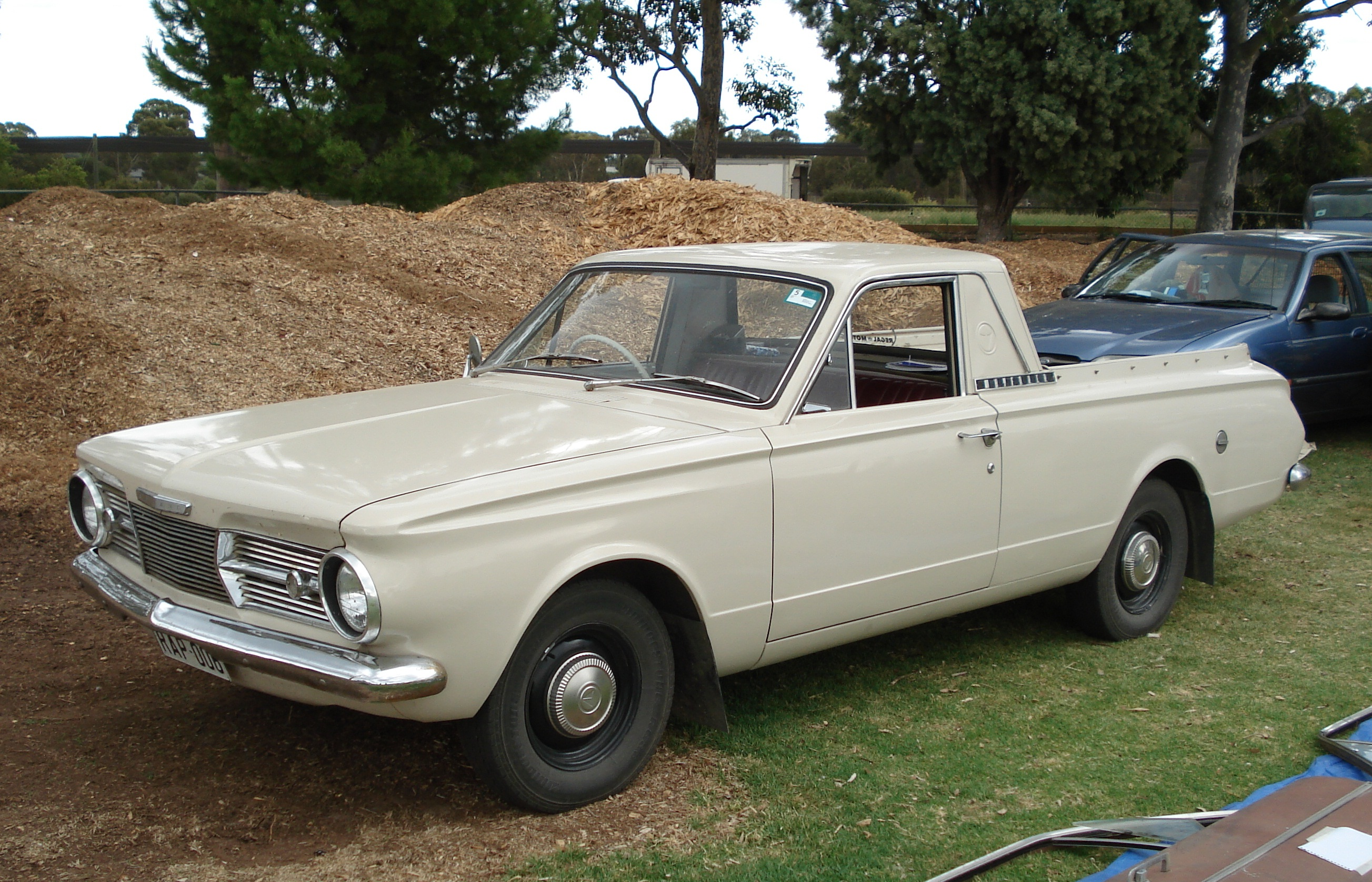
Chrysler AP6 Valiant Wayfarer utility
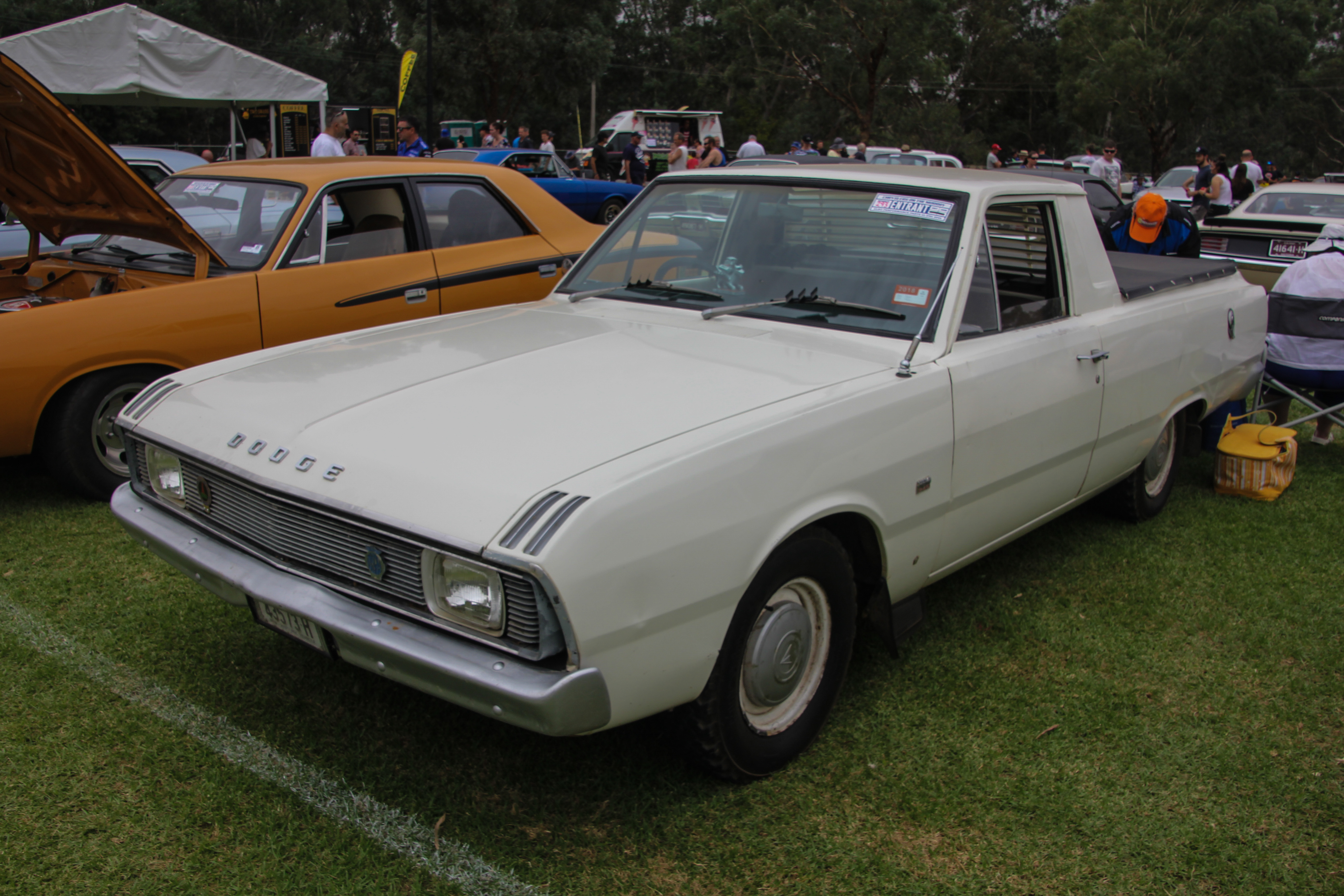
Dodge VG utility
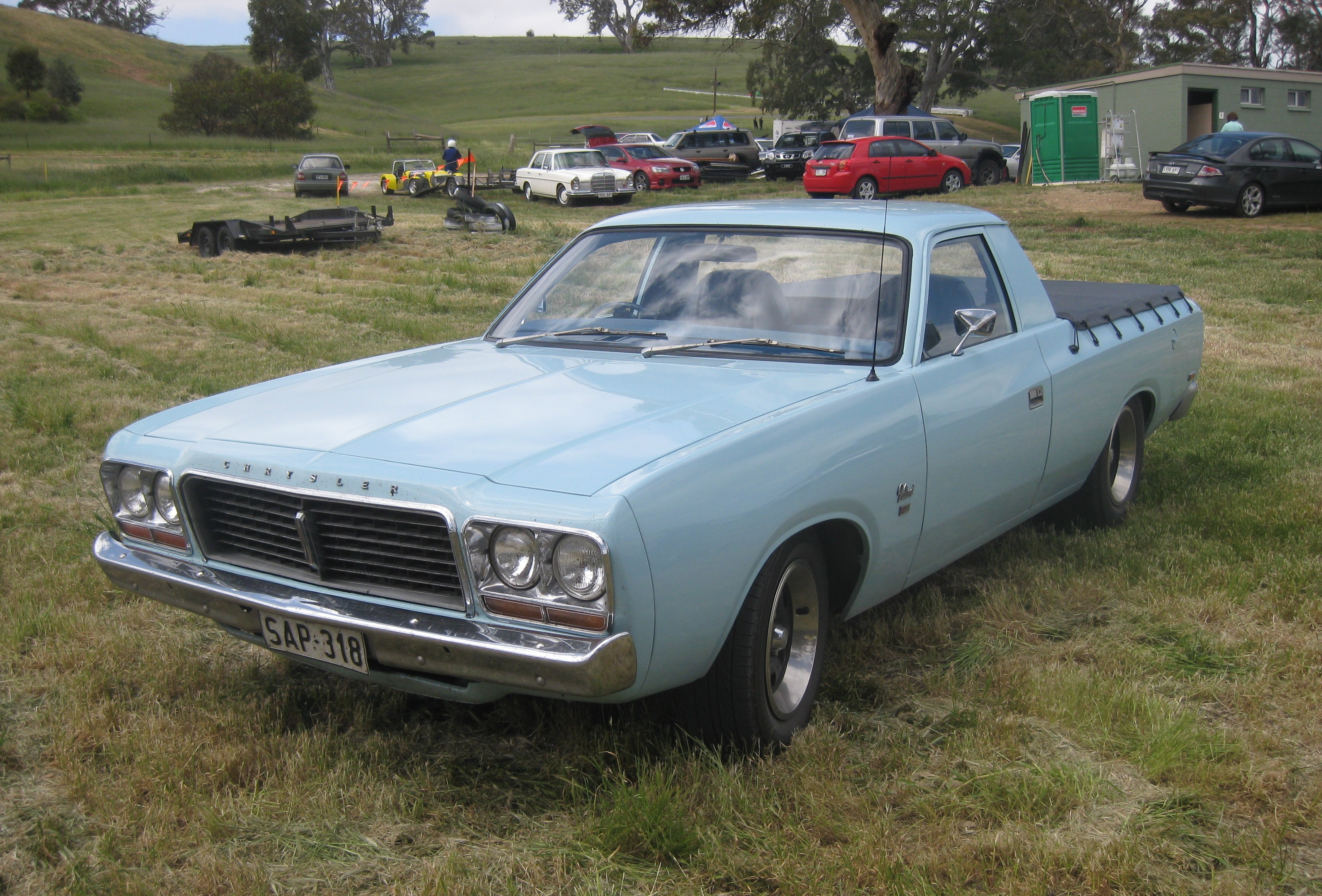
Chrysler CL Valiant utility
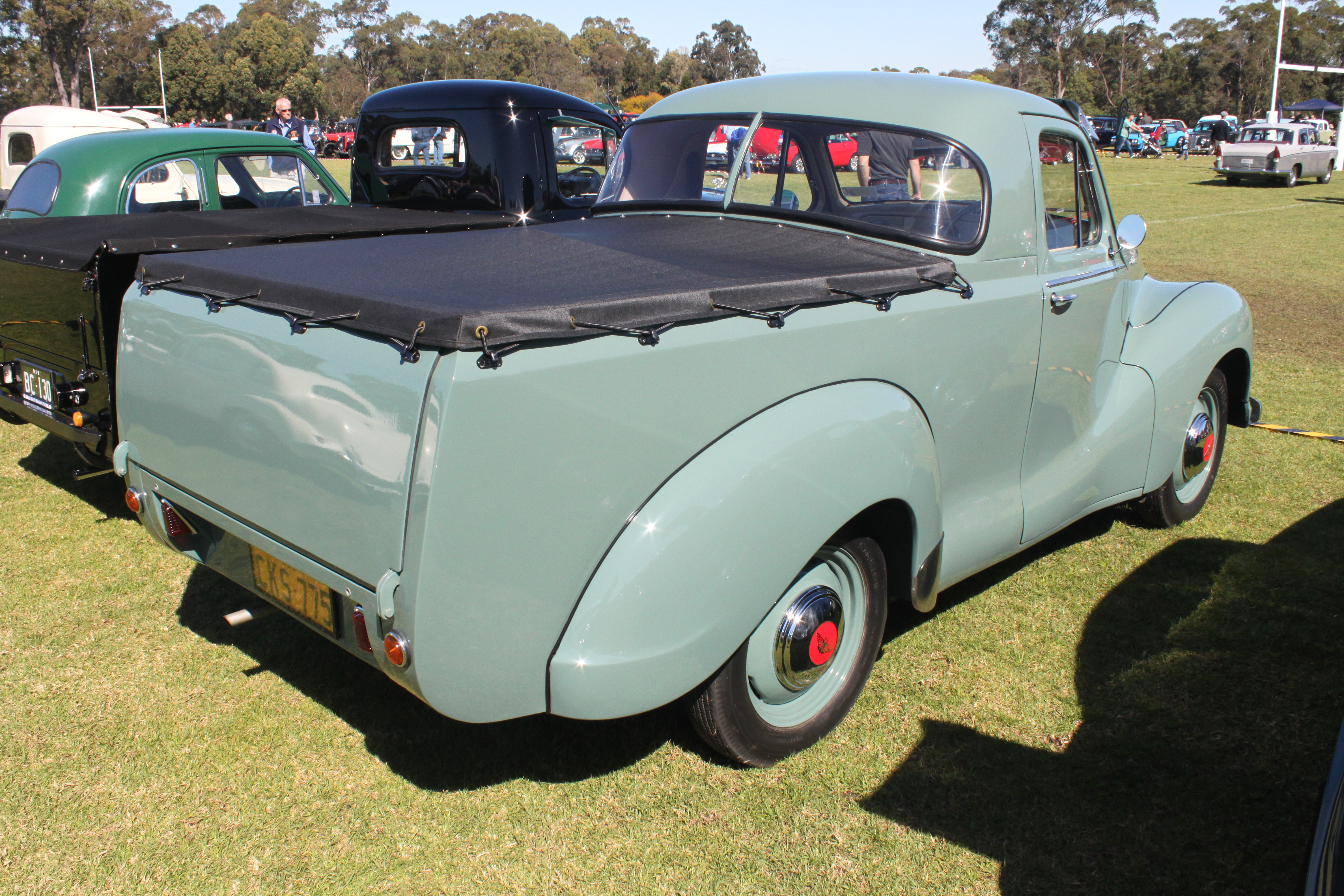
1953 Austin A40 utility
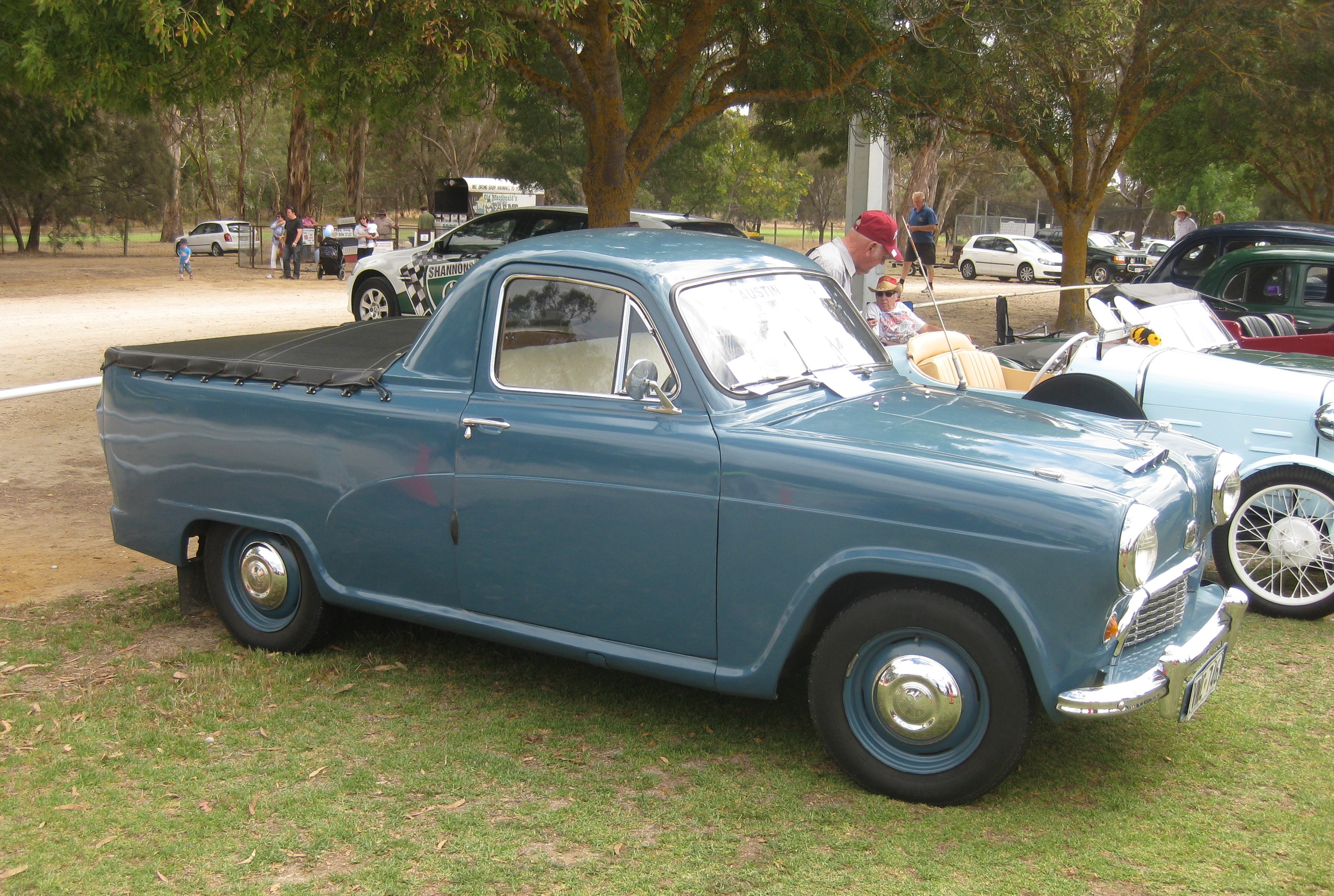
Austin A55 utility
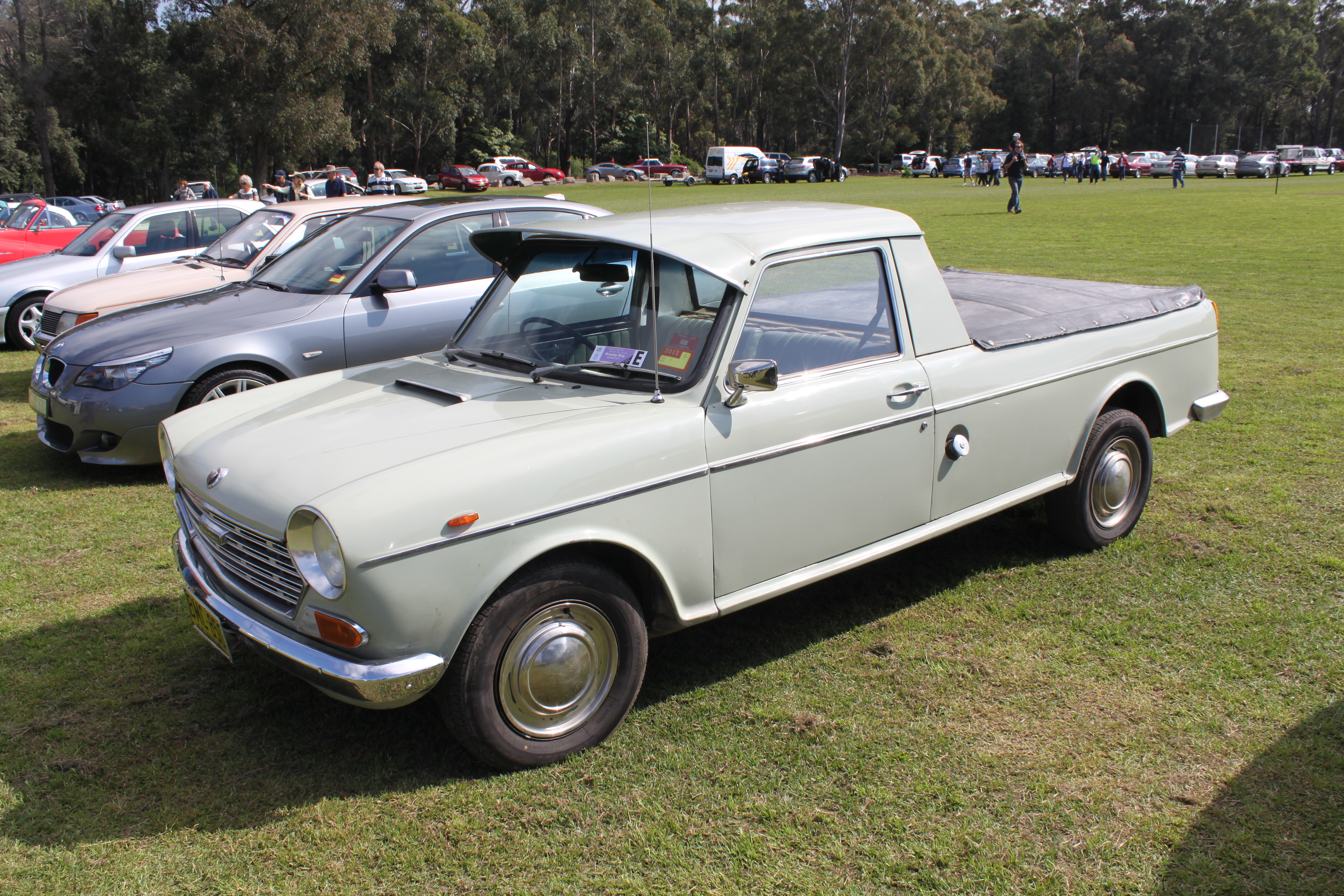
Austin 1800 utility
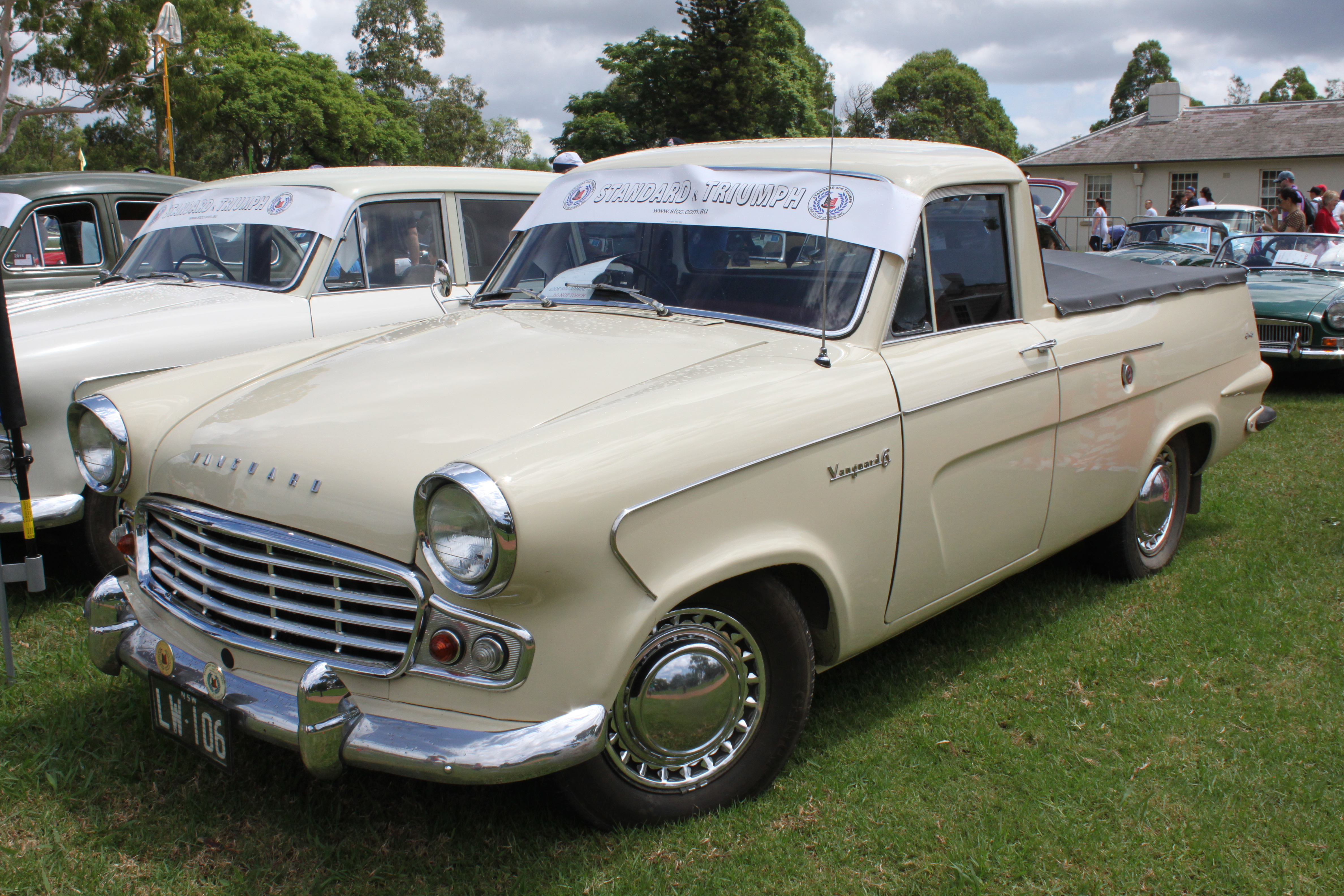
1961 Standard Vanguard utility
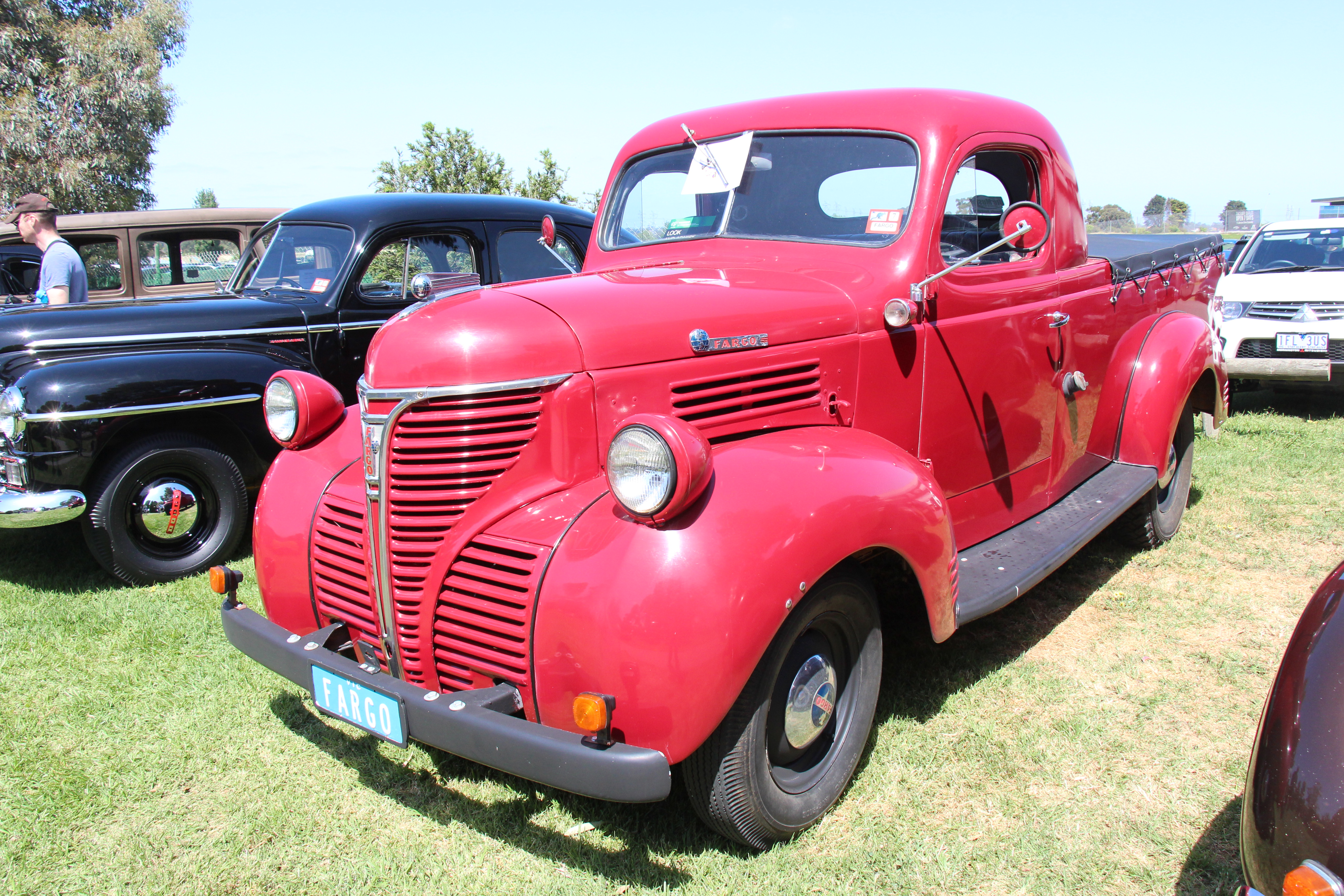
1946 Fargo utility
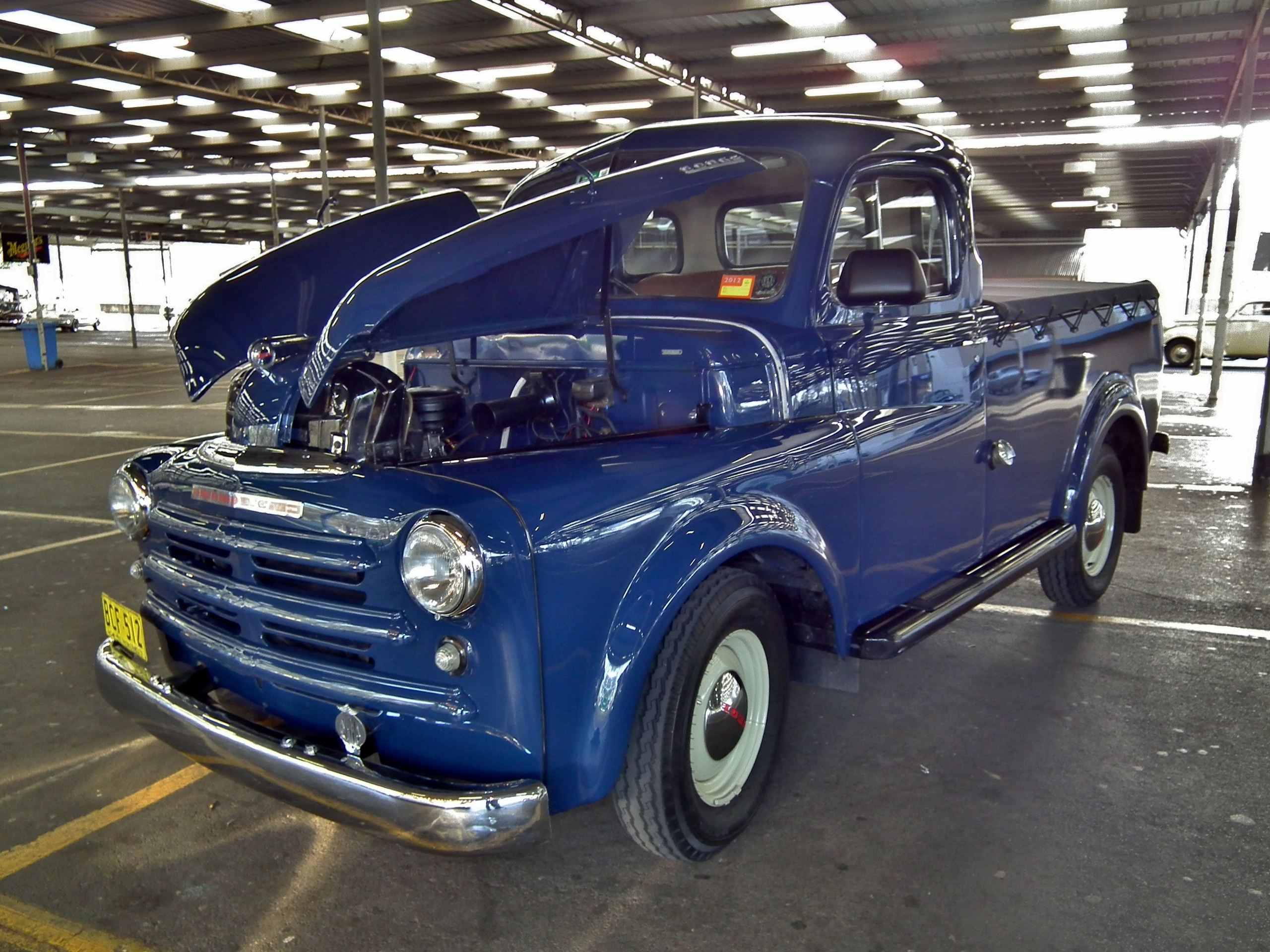
1953 Dodge 108-A utility
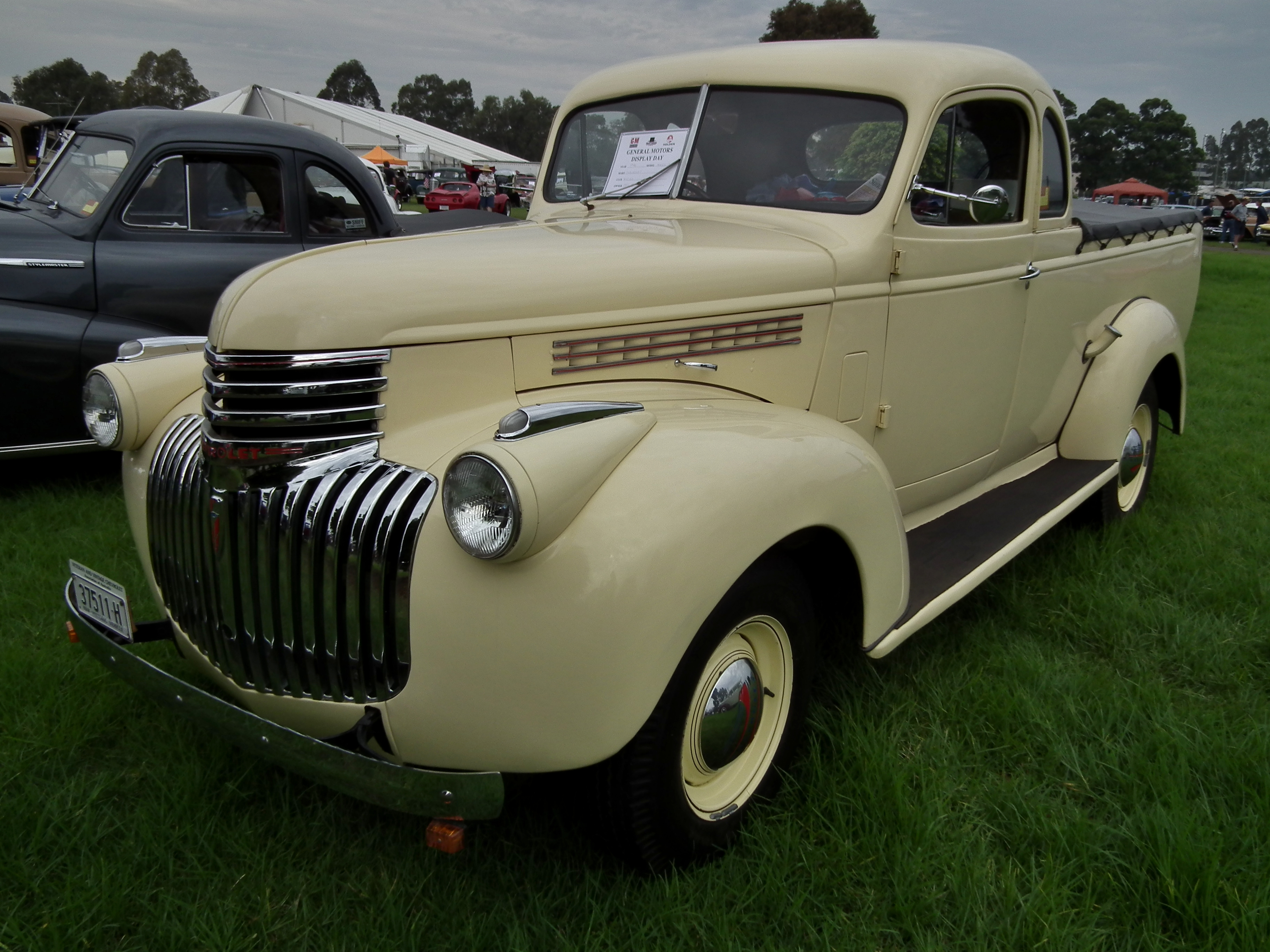
1946 Chevrolet Commercial utility
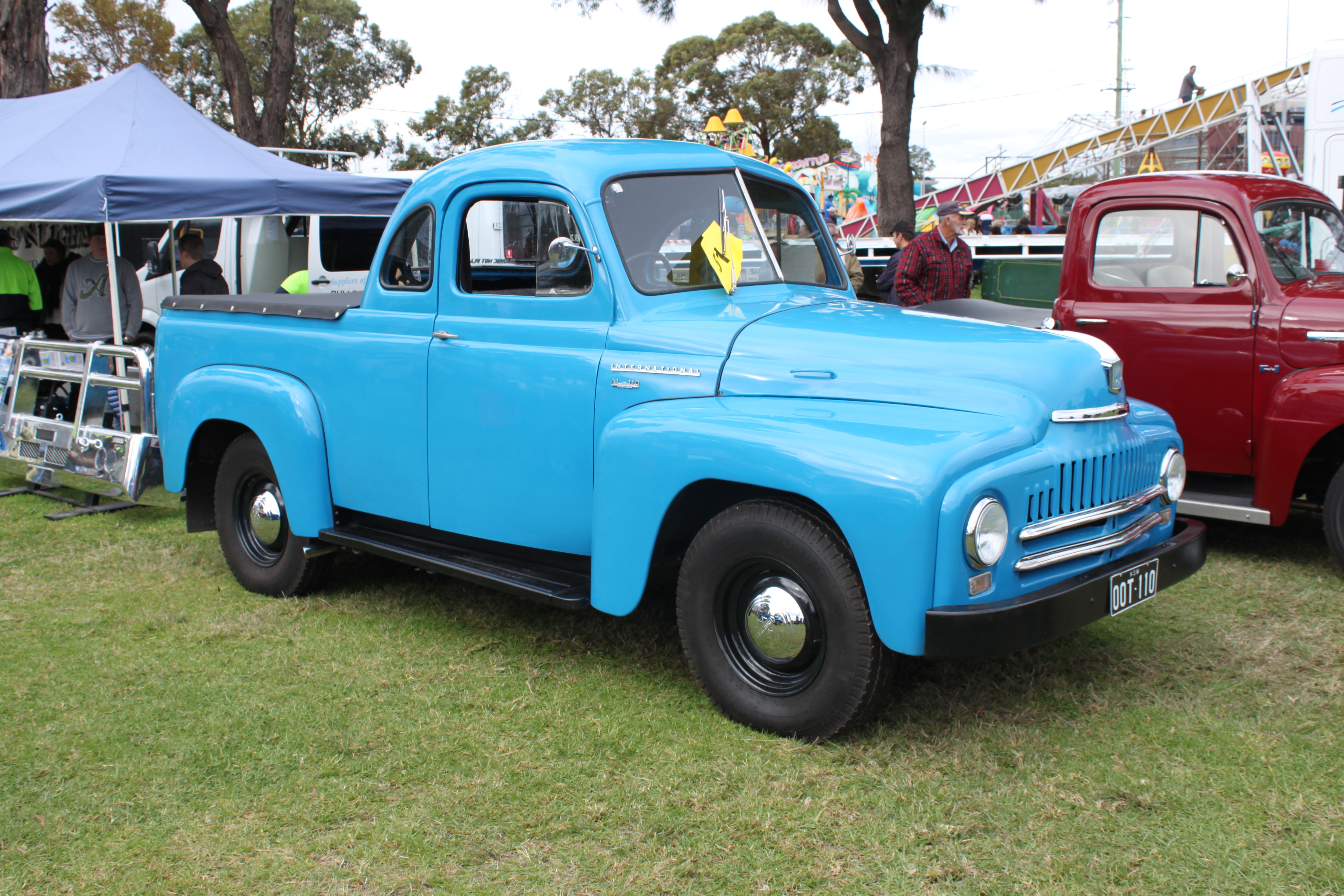
1952 International AL-110 Deluxe utility

## Prototipos

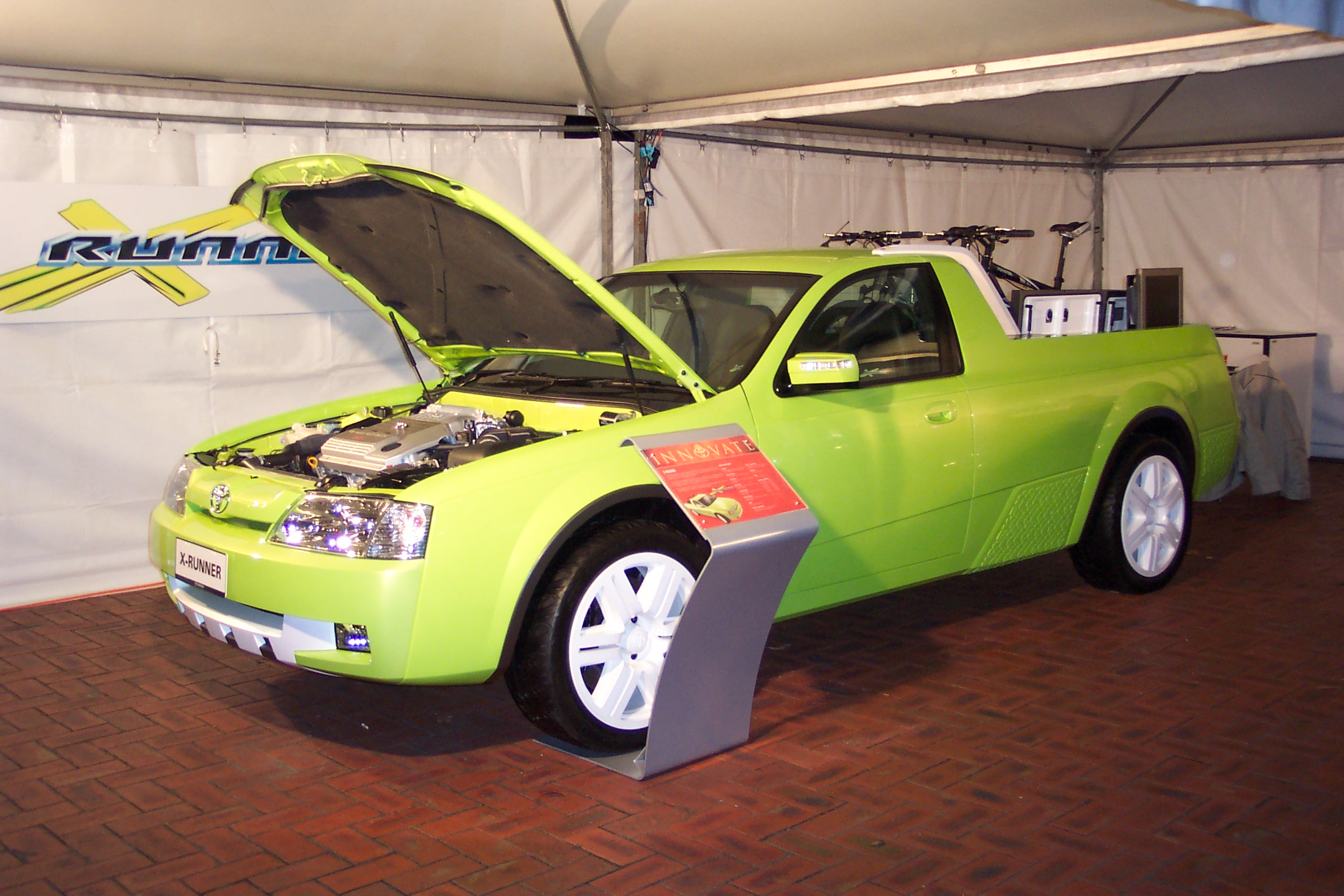
Toyota X-Runner cupé utilitario conceptual, presentado en el Sydney International Motor Show de 2003

- AMC Cowboy: Derivado del Hornet, estaba destinado a competir con pequeños cupés utilitarios japoneses, pero el proyecto se canceló después de que AMC adquirió Jeep, que ya vendía pickups pequeños.[17]
- Austin Metro Ranger: un concepto basado en el modelo de primera generación, presentaba una barra antivuelco completa, focos de techo y un repuesto montado en la parte trasera.[18]
- BMW M3 ute/pickup: El día de los locos de abril de 2011, BMW anunció el BMW M3 ute/pickup.[19][20][21] Este vehículo estaba basado en el E93 Convertible y tenía una plataforma de aluminio estructural y un techo targa extraíble. Fue creado por la División M de BMW como un vehículo de transporte de taller único para uso dentro de la empresa.[8][22] En realidad, fue el segundo vehículo de este tipo que BMW construyó para este fin: previamente habían construido uno con un convertible M3 de primera generación en 1986. Este cupé sirvió en la fábrica durante 26 años antes de que el automóvil del April Fools fuera construido para reemplazarlo.[23]
- Pontiac G8 ST:[24][25] un Holden Ute modificado (que se basaba en el sedán Holden Commodore, con el nombre de Pontiac G8 en los EE. UU.) y que se presentó en el Salón Internacional de Automóviles de Nueva York en marzo de 2008. Su lanzamiento estaba programado para 2010, pero el modelo fue cancelado antes de que se vendiera.[26]